# Ochsenberg (Königsbronn)
Ochsenberg ist ein Teilort der Gemeinde Königsbronn im Landkreis Heidenheim in Baden-Württemberg.

## Geographie

### Geografische Lage
Das Dorf Ochsenberg liegt im östlichen Teil der Schwäbischen Alb (Ostalb), am westlichen Rand des Härtsfelds auf einer Höhe von 617 m ü. NHN (Rathaus). Die Gemarkung umfasst 589 Hektar.

### Nachbarorte

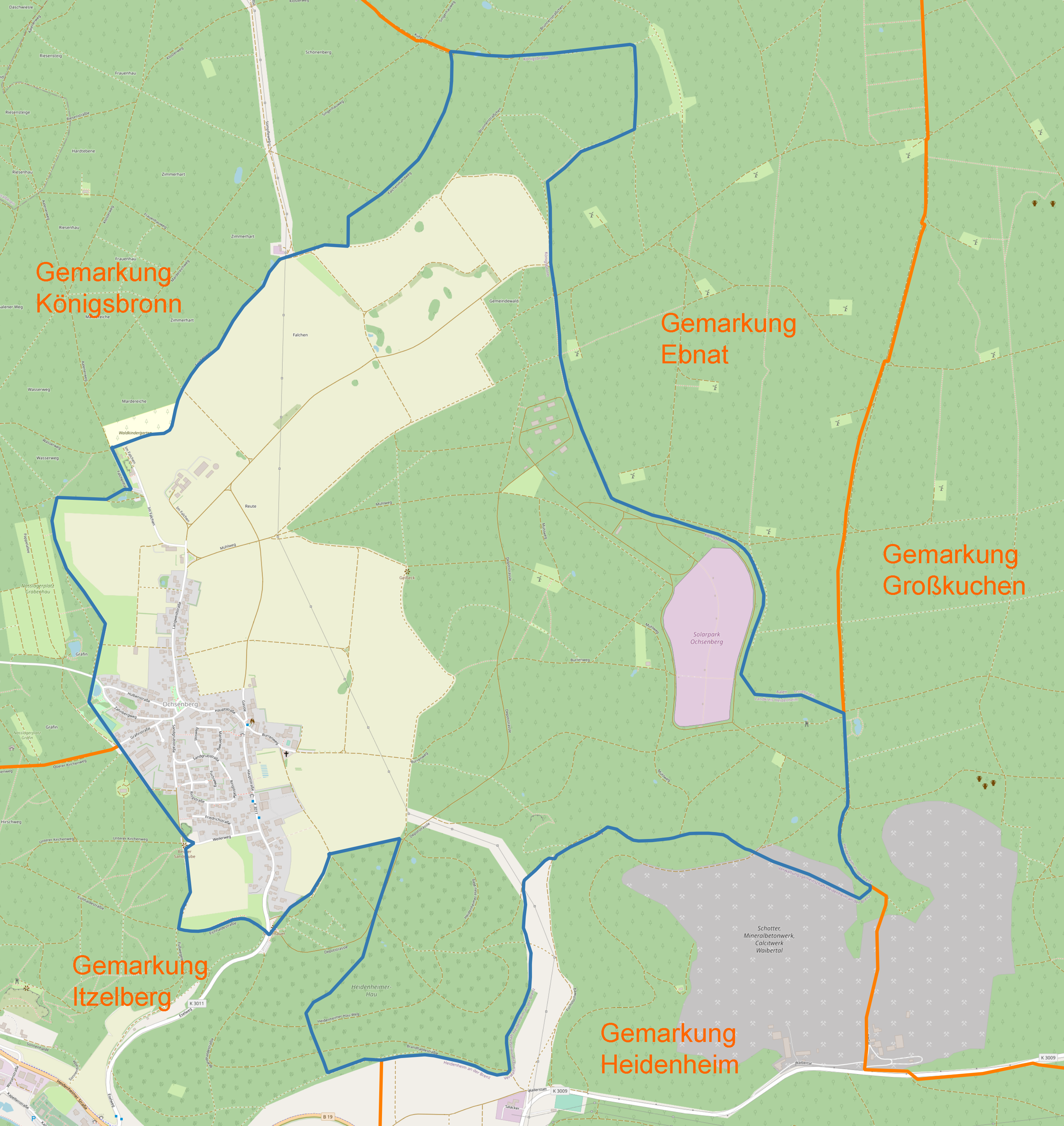
Historische Gemeinde- und heutige Gemarkungsgrenze (blau)

| Königsbronn           |  | Ebnat Aalen, Ostalbkreis    |
|                       |  | Großkuchen Heidenheim/Brenz |
| Itzelberg Königsbronn |  | Heidenheim/Brenz            |

### Flächenaufteilung
Nach Daten des Buches Der Landkreis Heidenheim, Band II, 2000.

### Klima
In Ochsenberg beträgt die Durchschnittstemperatur 8,6 °C. Die Niederschlagsmenge im Jahresdurchschnitt ist 931 mm. Im Juli ist es im Schnitt am wärmsten, die durchschnittliche Temperatur liegt dann bei 17,9 °C. Der kälteste Monat im Jahresverlauf ist mit −0,6 °C der Januar. In der Regel fällt in den Wintermonaten Schnee, für eine geschlossene Schneedecke reicht dieser nicht immer aus. Mit durchschnittlichen 56 mm ist der Februar der Monat mit dem geringsten Niederschlag im Jahr, der meiste Niederschlag fällt hingegen mit 99 mm im Juli. Über das gesamte Jahr werden etwa 2.450 Sonnenstunden gezählt, im Durchschnitt sind das 80 pro Monat.
|                        | Jan  | Feb  | Mär  | Apr  | Mai  | Jun  | Jul  | Aug  | Sep  | Okt  | Nov | Dez  |   |      |
| Mittl. Temperatur (°C) | −0,6 | −0,2 | 3,8  | 8,4  | 12,6 | 16,2 | 17,9 | 17,6 | 13,5 | 9,2  | 3,9 | 0,6  | ⌀ | 8,6  |
| Mittl. Tagesmax. (°C)  | 2,4  | 3,7  | 8,3  | 13,2 | 17,0 | 20,5 | 22,3 | 22,1 | 17,8 | 13,2 | 7,0 | 3,4  | ⌀ | 12,6 |
| Mittl. Tagesmin. (°C)  | −3,6 | −3,8 | −0,5 | 3,4  | 7,8  | 11,3 | 13,2 | 13,1 | 9,5  | 5,6  | 1,1 | −1,9 | ⌀ | 4,6  |
|                        |      |      |      |      |      |      |      |      |      |      |     |      |   |      |
| Niederschlag (mm)      | 71   | 56   | 72   | 65   | 97   | 93   | 99   | 87   | 72   | 70   | 73  | 76   | Σ | 931  |
|                        |      |      |      |      |      |      |      |      |      |      |     |      |   |      |
| Sonnenstunden (h/d)    | 3,2  | 4,2  | 5,9  | 8,3  | 9,2  | 10,6 | 10,8 | 9,8  | 6,9  | 4,9  | 3,4 | 3,2  | ⌀ | 6,7  |
|                        |      |      |      |      |      |      |      |      |      |      |     |      |   |      |
| Regentage (d)          | 9    | 8    | 10   | 9    | 11   | 11   | 11   | 10   | 9    | 9    | 9   | 11   | Σ | 117  |
|                        |      |      |      |      |      |      |      |      |      |      |     |      |   |      |
| Luftfeuchtigkeit (%)   | 83   | 81   | 75   | 68   | 71   | 69   | 68   | 69   | 75   | 81   | 86  | 84   | ⌀ | 75,8 |

| −3,6 |

| −3,8 |

| −0,5 |

| 3,4 |

| 7,8 |

| 11,3 |

| 13,2 |

| 13,1 |

| 9,5 |

| 5,6 |

| 1,1 |

| −1,9 |

| −3,6 |

| −3,8 |

| −0,5 |

| 3,4 |

| 7,8 |

| 11,3 |

| 13,2 |

| 13,1 |

| 9,5 |

| 5,6 |

| 1,1 |

| −1,9 |

## Geschichte

### Ortsname
Der Dorfname entspringt der „Siedlung bei der Ochsenweide auf dem Berg“. Er geht auf einen Flurnamen zurück, welches Mönche des Klosters Königsbronn als Weide für Ochsen nutzten. Frühere Schreibweisen des Ortes waren:
| Jahr       | Name                                    |
| ---------- | --------------------------------------- |
| 1538       | Oxennberg                               |
| 1556, 1557 | Ochsenberg, Ochsennberg                 |
| 1583       | Ochsenberg das weyllerlein, Ochßennberg |
| 1601, 1658 | Ochßenberg                              |

| Jahr             | Name       |
| ---------------- | ---------- |
| 1662             | Oxenberg   |
| 1699, 1702, 1731 | Ochsenberg |
| 1740, 1743       | Oxenberg   |
| 1844             | Ochsenberg |

### Übersicht

#### Bis zum 19. Jahrhundert
Wahrscheinlich gilt, dass als Vorgängersiedlung der mittelalterliche Weiler Harthausen (Harthusen = Siedlung im/am Wald, der als Viehweide genutzt wird) anzusehen ist, der schon 1298 in einer Urkunde des Papstes Bonifaz VIII. als Besitz des Klosters Neresheim bezeugt ist. Die Bewohner von Harthausen waren nach Schnaitheim eingepfarrt und entrichteten deshalb dorthin ihre Zehntabgaben; ihr Begräbnis allerdings hatten sie in dem näher gelegenen Friedhof in Itzelberg, das bis zur Reformation gleichfalls zur Pfarrei Schnaitheim gehörte. Harthausen dürfte in der zweiten Hälfte des 14. Jahrhunderts abgegangen sein, wie Dutzende von Kleinsiedlungen auf der Ostalb.
Der erste urkundliche Nachweis zu „Oxennberg“ erwähnt das Salbuch des Königsbronner Klosters 1538. Bereits Jahre zuvor wurden durch den dort tätigen Abt Melchior Ruff (1513–1539) auf einer Rodung im heutigen Weiler Holzmacher, Köhler und Tagelöhner angesiedelt.
Durch die Einführung der Reformation 1553 entstand östlich eine Glaubensgrenze, da die beiden Klöster Ellwangen (Oberkochen) und Neresheim beim alten Glauben blieben (→ Judenbusch).
In den Jahren 1601 und 1602 kaufte Herzog Friedrich von Württemberg als Inhaber der Herrschaft Heidenheim vom Abt von Neresheim um 15.000 Gulden 200 Jauchert Wald samt der dabei liegenden „Feldung bey Ochßenberg“, nämlich 112 Jauchert Äcker. Es handelt sich in erster Linie um die Flur des abgegangenen Ortes Harthausen, sie hieß nunmehr das Heidenheimer Feld.
Nach der zweitägigen Schlacht bei Nördlingen im September 1634 wurde Ochsenberg, wie viele Ortschaften dieser Gegend, ein Opfer der Flammen.
In einem Auszug des Steuerrevisionsprotokoll von 1733 steht: „Sämtliche Gebäude in diesem Weiler sind die allergeringsten in dem ganzen Klosteramt in Maßen selbige nur geringe niederträchtige (also einstöckige) Bodenhäuser, wovon kein einziges mit Ziegeln, sondern sämtliche mit Stroh gedeckt sind.“
1756 überließ das Kloster Königsbronn dem Dorf 112 Jauchert Wald (Falchen) zur Rodung. Ebenfalls aus Klosterbesitz stammten einige kleinere Flächen, die als Krautgärten an die Haushalte ausgegeben wurden.
Um 1800 waren die Häuser immer noch nicht aus Ziegeln und nur mit Stroh gedeckt, das Wasser war nur spärlich aus Hülben oder Bottichen verfügbar. Ein Großbrand zerstörte am 9. Mai 1817 vom heutigen Rathaus in Richtung Weiler vollständig 10 Häuser. 70 Morgen Wald (Gräfin), die in der Folge in Ackerland umgewandelt wurde, erwarb die Gemeinde 1832 aus Staatsbesitz. Durch die Inbetriebnahme der Härtsfeld-Wasserleitung (Zweckverband Härtsfeld-Albuch-Wasserversorgung) am 11. November 1891 erhält Ochsenberg eine ständige Trinkwasserversorgung von den Brunnen aus Itzelberg.

#### Ab dem 20. Jahrhundert

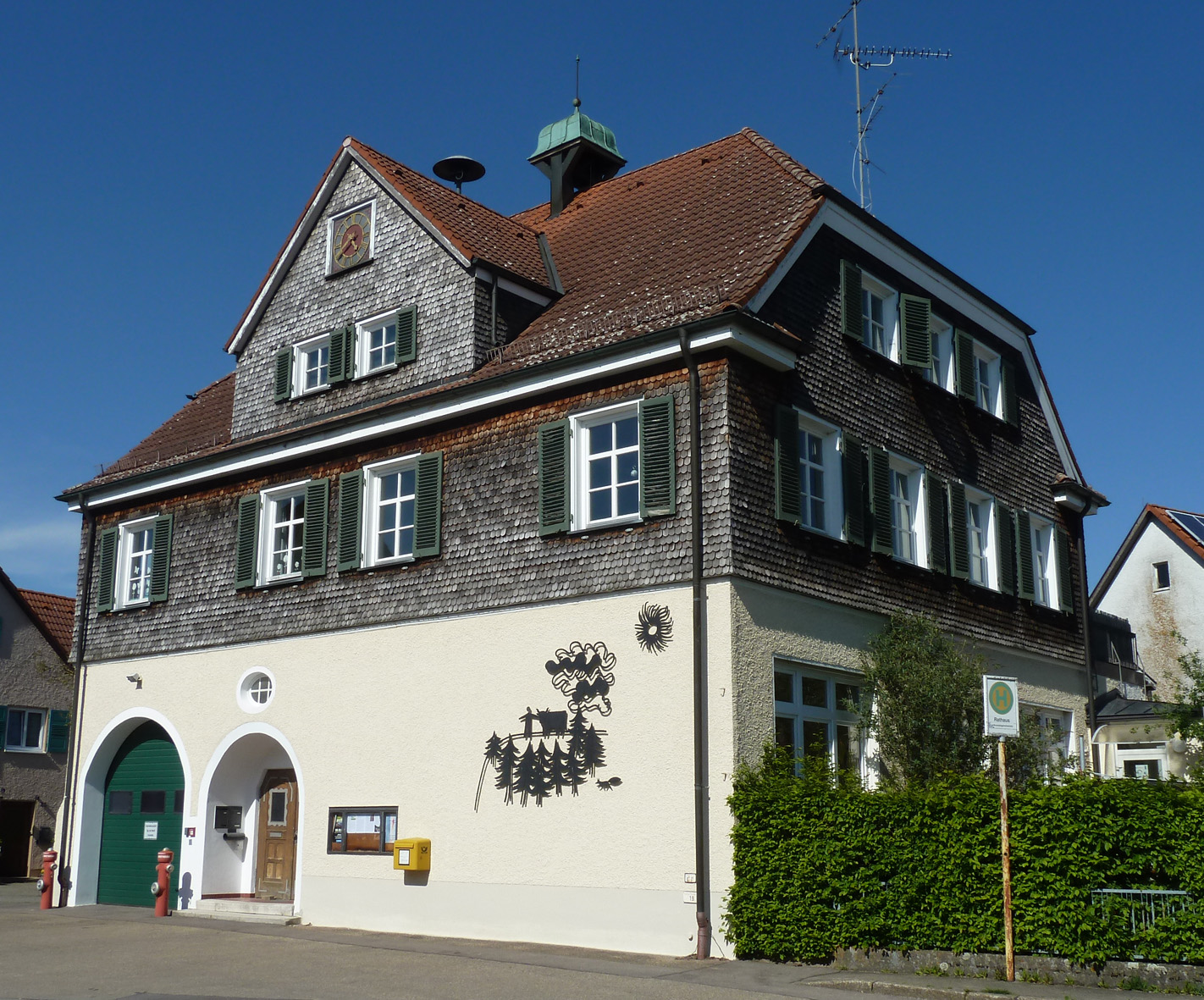
Rathaus

An der Stelle des alten Rathauses erfolgt 1910 ein Neubau, in ihm befand sich im Erdgeschoss eine Gefängniszelle. Er diente bis 1964 als Schule und heute noch als Feuerwehrhaus sowie Kindergarten.
Am 7. Mai 1914 radelte in Ulm ein Junge der Kutsche des Königs Wilhelm II. von Württemberg während einer Königsparade mit dem Fahrrad hinterher und sorgte bei den Zuschauern für ein Gelächter. Diese Geschichte wurde als „Der König und der Bub vom Ochsenberg“ bekannt.
Ein Genehmigungserlass zur Elektrifizierung wurde im Januar 1914 beantragt, die Versorgung mit Strom wurde ab 1917 von der UJAG sichergestellt. Der 48-jährige Oberkochener Förster Wilhelm Braun, Vater von zwei Kindern, wurde am 1. August 1926 im Waldteil des Falchen durch Wilderer erschossen, ein Gedenkstein erinnert am Ort des Geschehens .

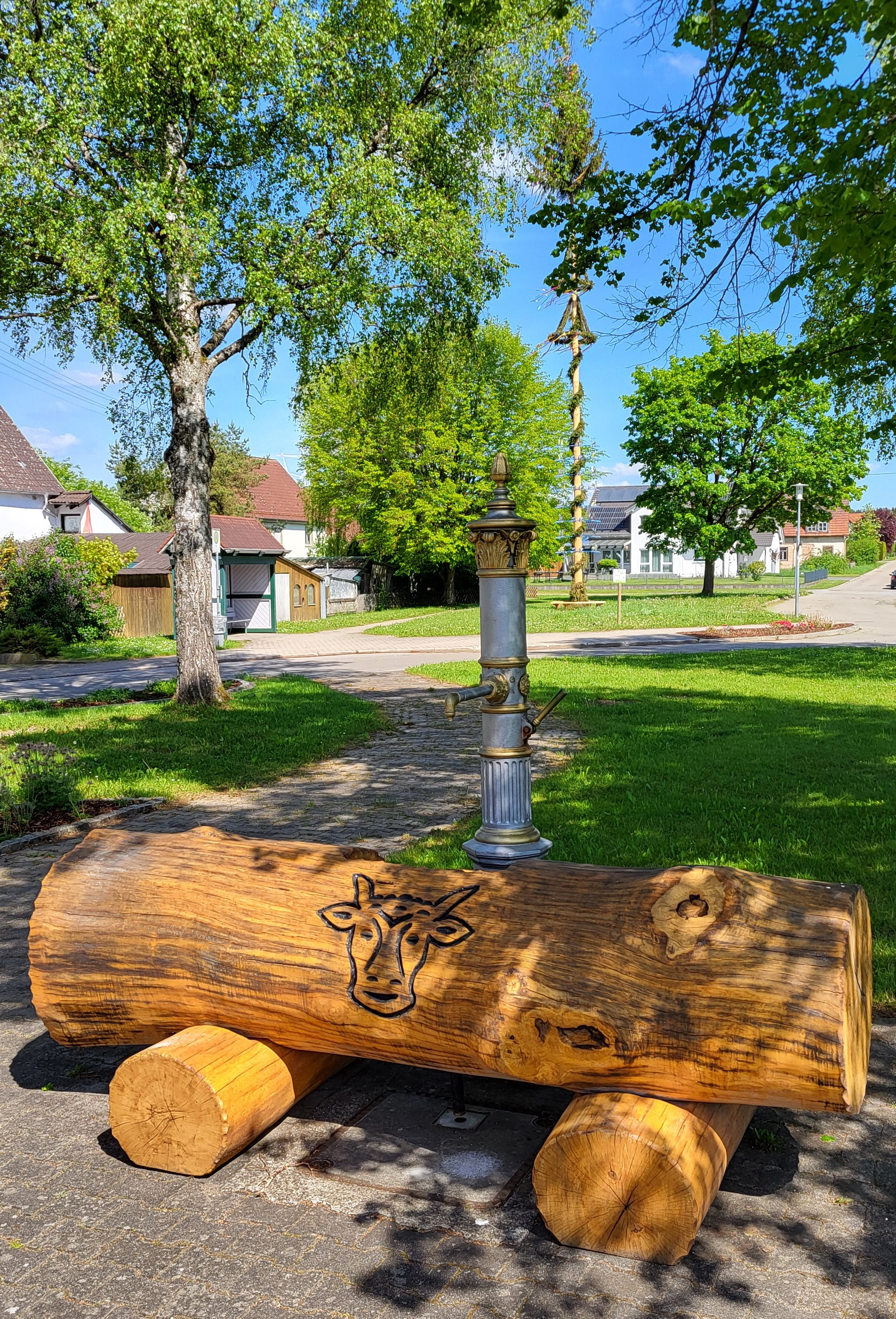
Lindenplatz mit Brunnen (im Hintergrund der Maibaum)

Bei der feierlichen Umbenennung des Lindenplatzes zum Adolf-Hitler-Platz am 1. Mai 1934 (bis Dezember 1945) sang der Gesangverein Liederlust 2 Chöre. Im August und September 1938 gastierte der Schriftsteller und Arzt Ludwig Finckh im Ort.
In der Nacht vom 23. auf den 24. Juli 1944 warf ein englisches Kampfflugzeug eine 200 kg Sprengbombe und über 100 Flammbomben in der Nähe des Braun-Gedenksteins ab. Durch den vorangegangenen Regen entstand nur wenig Schaden.

Am Vortag der Übergabe schossen die Amerikaner mit Granaten, welche vor und hinter Ochsenberg einschlugen, ohne Schäden im Ort zu hinterlassen. Am Dienstag 24. April 1945 marschierten sie im Dorf ein und Lehrer Karl Haug, der als Einziger Englisch verstand, verhandelte mit ihnen (der Bürgermeister August Ortwein hatte das Dorf verlassen). Ihre Bedingungen, welche alle Einwohner befolgten, lauteten: Innerhalb einer Stunde die Häuser ohne Ausnahme eine weiße Fahne hissen, Abgabe aller Waffen und Abbau aller Panzersperren. Widerstandslos wurde um 17:00 Uhr der Ort an die Besatzer übergeben und lag nun innerhalb der Amerikanischen Besatzungszone. Als Schäden wurden festgestellt:
1. Forstschaden im Burren durch Artilleriebeschuss.
2. Beschlagnahme von 12 Fahrrädern durch deutsche Truppen.
3. Deutsche Truppen beschlagnahmten 800 Liter Benzin in der Nacht vom 23. auf 24. April (Eigentum des Forstamts).

Im Juli 1945 kam Lothar Walther, Sohn von Fabrikant Carl Walther, aus Zella-Mehlis mit seiner Familie nach Ochsenberg. Mit einfachen Gegebenheiten begann er in einem Bauernhaus mit der Herstellung von Laufrohlingen. 1949 zog die Familie nach Königsbronn, wo eine neue Fabrikhalle entstand.
Das erste Kinderfest wurde am 25. Juli 1948 abgehalten, der Gesangverein Liederlust erfreute die Gemeinde mit 3 Chören. Am 30. Mai 1953 verunglückte der 32-jährige Franz Albrecht tödlich am Zahnbergsteig mit einem Traktor und holzbeladenem Anhänger bei der Abfahrt nach Königsbronn . 1953 gab es 3 Telefonanschlüsse: Revierförsterstelle des Forstamts, Gemeindeverwaltung und auf der Poststelle im Zahnbergweg einen öffentlichen Fernsprecher. Ab dem 19. Juni 1959 wurden Ochsenberger Nachrichten im Wochenblatt für Königsbronn Rund um den Herwartstein (Ersterscheinung 18. Oktober 1952) aufgenommen.
Durch die Wahl zur Eingemeindung am 30. Januar 1972 entschlossen sich die Ochsenberger mit 193 Ja- und 28 Nein-Stimmen, am 1. Februar Königsbronn beizutreten. Im Juli 1972 wurde eine 2-wöchentliche Müllabfuhr eingerichtet. Zum Kinderfest am 7. Juli 1973 war der Spielplatz bei der Dorfhülbe fertiggestellt, ein Jahr später folgte der Bolzplatz. Mit der altersbedingten Fällung der 1826 gepflanzten Linde am 9. Mai 1974 begann die Neugestaltung des Lindenplatzes. 1976 ereignete sich am 25. August ein Großbrand beim Landwirt Georg Elser im Burrenweg. Am 30. September schloss die Poststelle und im Dezember erhielt der Ort den Sammelanschluss an die Kläranlage in Itzelberg. Der Staatliche Maschinenhof, welcher von Königsbronn verlegt worden war, wurde am 20. Mai 1977 in Betrieb genommen. Die neu erbaute Turn- und Mehrzweckhalle konnte am 31. März 1979 feierlich eröffnet werden. 1988 wurden 450 Jahre Ochsenberg gefeiert.

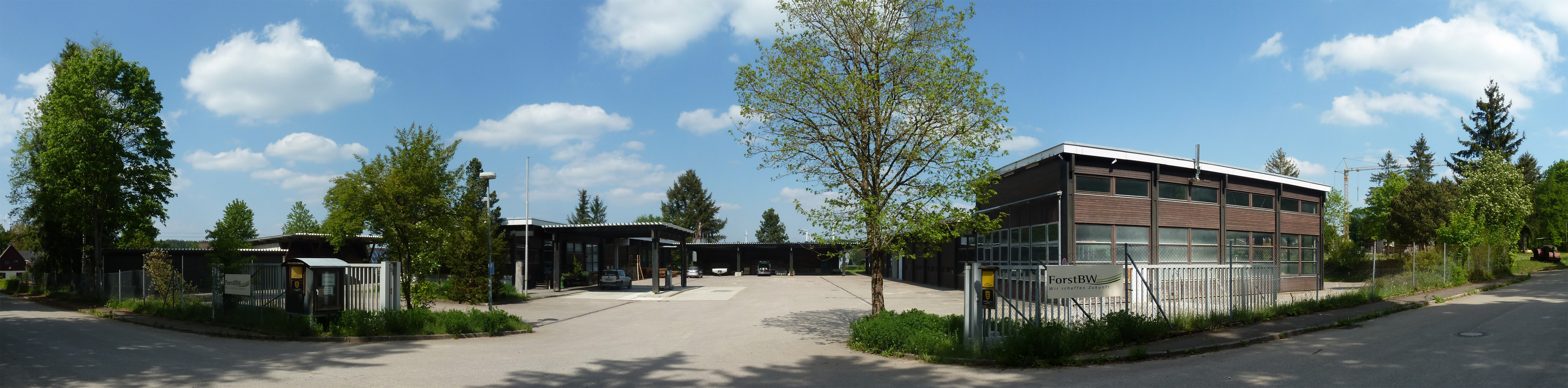
Staatlicher Maschinenhof

Durch den Orkan Lothar am 26. Dezember 1999 wurde im Frühling 2000 am westlichen Ortsrand ein 12 Hektar großes Nassholzlager für 100.000 Festmeter eingerichtet, davon waren 2 Hektar eine Hülbe und Betriebstechnik .
Am 19. April 2022 eröffnete die Gemeinde zusammen mit der evangelischen Kirchengemeinde in der Nähe des Schützenhauses einen Waldkindergarten.

#### Landwirtschaft, Dienstleistung
Obwohl der Boden sehr mager ist und meist nur kleinbäuerliche Betriebe existierten, war Ochsenberg von Anfang an von der Landwirtschaft geprägt. Die Besitzer konnten sich nicht selbst ernähren und gingen zusätzlich einer Nebenbeschäftigung nach. Bis zum Fortschritt der Technik mussten ebenfalls die Kinder ihren Dienst leisten.
1778 zählte man 10 Pferde, 57 Kühe und 99 Ochsen im Dorf. Im 18. und 19. Jh. war das Frachtfuhrwesen besonders bei den Bauern (Seldnern) als Nebenerwerb weitverbreitet, wofür sie kräftige Pferde hielten. Vor allem führten sie für die Hüttenwerke den Antransport von Holzkohle und Torf sowie den Abtransport von Eisen durch; auch für die Salzfrachten wurden sie gebraucht, denn in Königsbronn bestand damals ein Salzmagazin. Die meisten Pferde – 1842 noch insgesamt 136, im 20. Jh. immer 70 bis 80 – standen bis 1960 stets in Ochsenberg, sie hatten sich auf diese Fuhrdienste spezialisiert.

#### Handwerk
Die Holzfällerei und Köhlerei war über Jahrhunderte eine weitere Einnahmequelle im Dorf. Der Bedarf der Eisenwerke im Brenztal (Hüttenwerke Königsbronn, Hüttenwerke in Württemberg) an Holzkohle war sehr hoch, er führte zur großflächigen Abholzung der Wälder.
An mehreren Stellen auf der Gemarkung wurde Tonerde abgegraben (z. B. Egelsee, Tiefe Tongrube, …), die durch die Hafner der angrenzenden Gemeinden weiterverarbeitet wurde. 1733 zählte man einen Hafner im Dorf, 1797 und 1803 wurden weitere Lizenzen für die Errichtung von Brennhütten in Ochsenberg erteilt. 1733 waren folgende Handwerker (Anzahl) im Dorf beschäftigt:
- Maurer (1)
- Hafner (1)
- Zimmermann (1)
- Schmied (2)
- Schuster (1)

### Johanneskirche

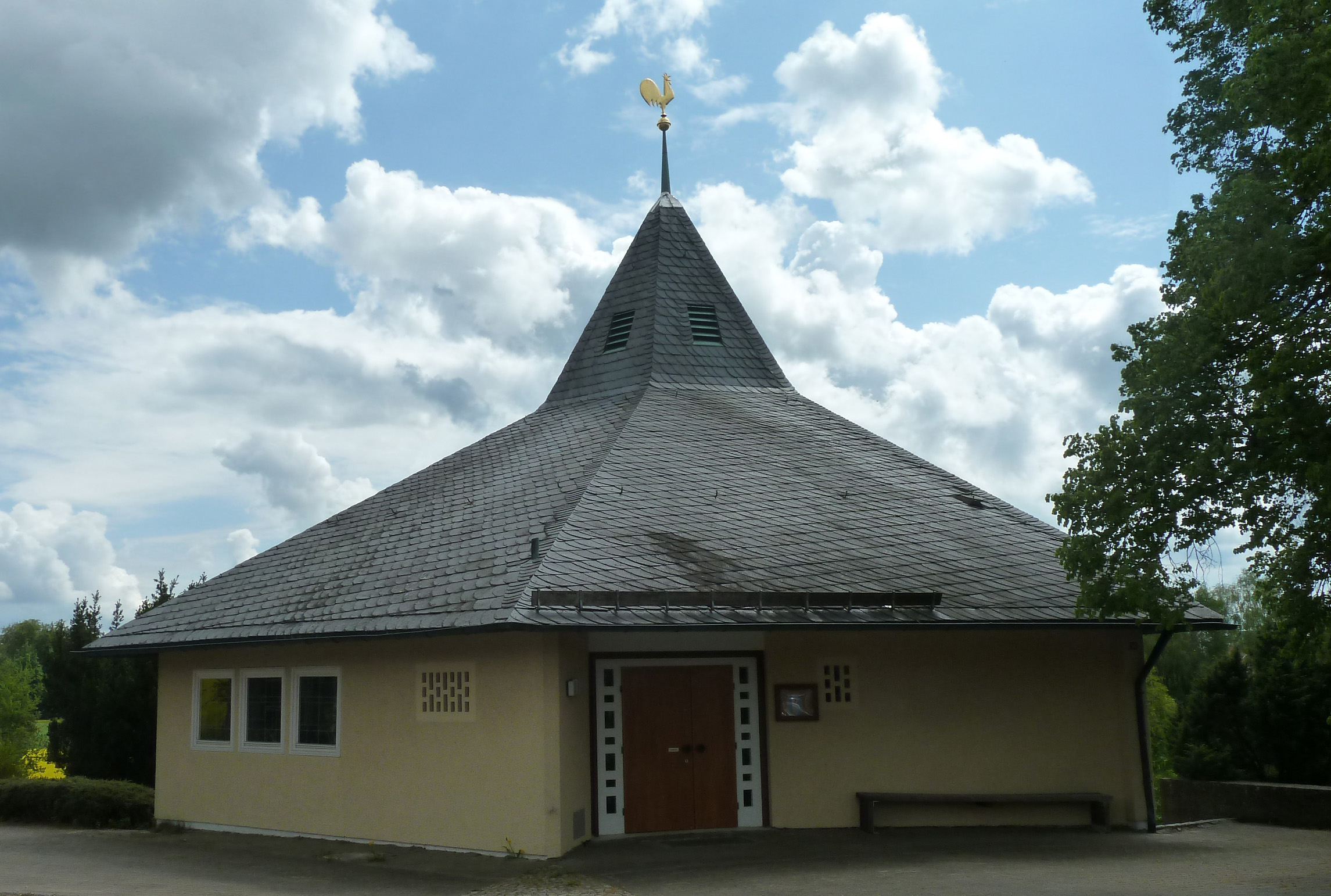
Johanneskirche

Den Neubau einer evangelischen Kirche fasste der Königsbronner Kirchengemeinderat bereits im Dezember 1958. Die Bauarbeiten begannen am 10. Juli 1961 im Burrenweg und die Glocken wurden am 2. Juli 1962 im Rohbau installiert. Am 23. Juni 1963 fand die Einweihung der Johanneskirche durch Pfarrer Traugott Scheytt statt. Sie bietet 80 Sitzplätze und zusätzliche 30 im abtrennbaren Nebenraum. Das Altarkreuz und die Türgriffe formte Ulrich Henn. Die von Hans Bäurle gestalteten, farbigen Kunstglasfenster wurden nachträglich im Oktober eingesetzt.

Als Architekt war Peter Haag aus Schorndorf verantwortlich, ein ähnlicher Bau steht in Lorch-Weitmars .
2013 wurde der Kirchturmgockel mitsamt Kugel abgenommen, von Patina gesäubert und im November neu vergoldet wieder angebracht.
Der Kirchenweg zeugt heute noch von der Zeit, als die Kirchgänger durch den Wald nach Königsbronn zum Gottesdienst gehen mussten.

#### Orgel
Die Orgel kam erst Jahre später und ertönt seit dem 5. November 1967. Erbaut wurde sie von der Giengener Orgelmanufaktur Gebr. Link nach dem Konzept des Orgelpflegers Helmut Bornefeld. Das kleine, plan in die Wand eingebaute Werk hat sechs, im Manual geteilte Register.

### Schule, Freizeitheim

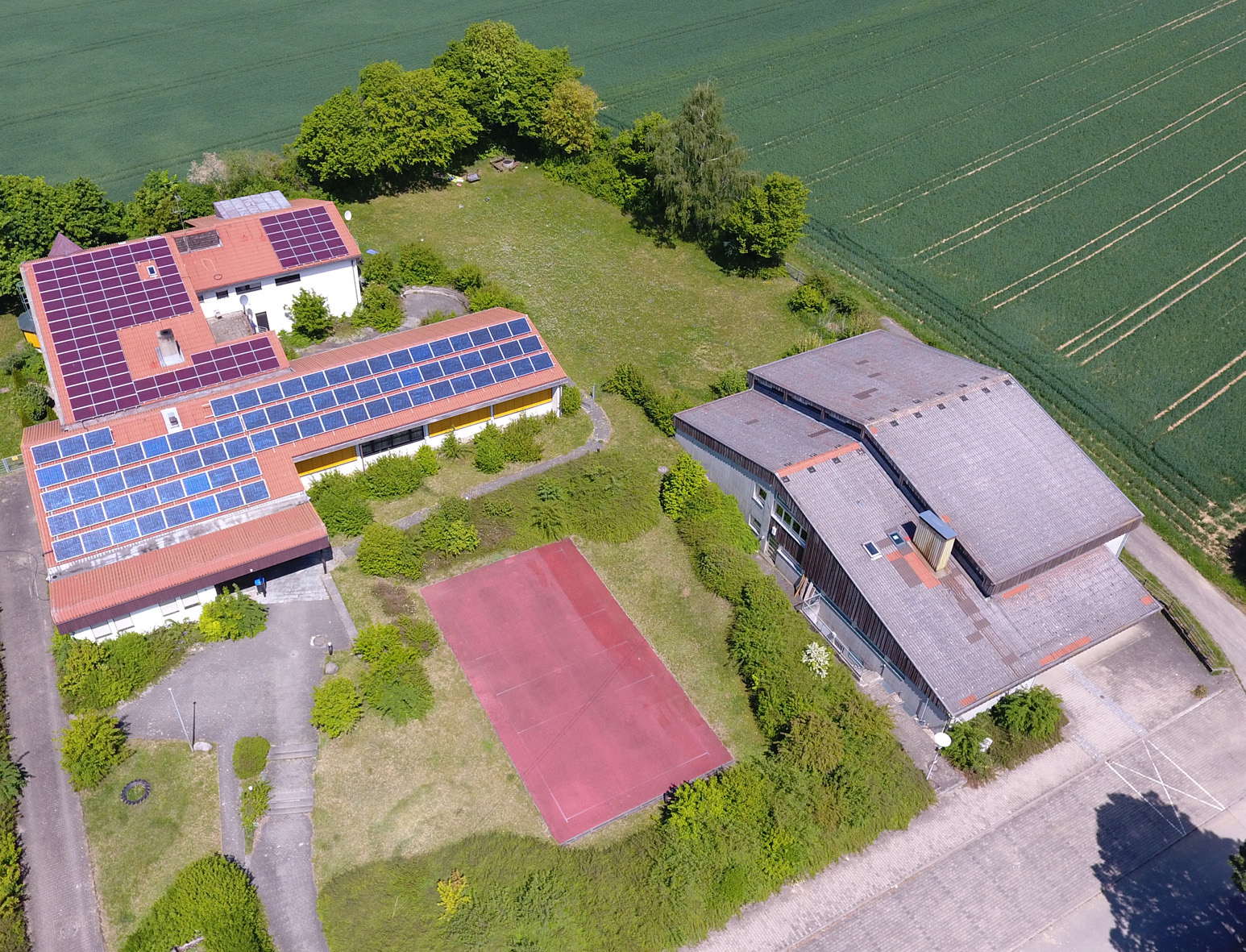
Ev. Freizeitheim, Turn- und Mehrzweckhalle

Um 1720 gingen die Kinder nach Itzelberg zur Schule. Danach wurde in einem Privathaus im Ort unterrichtet, ehe Ochsenberg 1824 eine eigene Schulstelle bekam. Ab 1910 fand der Schulunterricht im neu gebauten Rat- und Schulhaus statt.
Am 16. Oktober 1964 wurde im Burrenweg ein Neubau als Einklassenschule in Betrieb genommen und der alte Schulsaal im Rathaus zu einem Kindergarten umgebaut (Eröffnung 8. September 1969). Je ein Lehrer in einem Raum unterrichtete die 1. – 4. Grundschulklasse und die Schüler ab der 5. Klasse. Von Herbst 1968 an gingen die Schüler ab der 5. Klasse nach Königsbronn, die Grundschüler verblieben bis zur Schließung im Juli 1976 in Ochsenberg. Seitdem fahren alle Schüler mit Bussen zur Georg-Elser-Schule nach Königsbronn.
| Zeit                        | Name                                   | Kommentar |
| --------------------------- | -------------------------------------- | --- |
| Juni 1910 – August 1916     | Robert Blickle                         | Gefallen im November 1916 bei der Schlacht an der Somme in Frankreich. |
| 1917 – Juli 1925            | Wilhelm Heggenberger                   | Gründer Mädchenchor Ochsenberg (Vorläufer Gesangverein Liederlust), Chorleiter Mädchenchor/Liederlust: 1920 – Juli 1925.                                                                                                 |
| Oktober 1925 – Januar 1933  | Karl Edelmann                          | Chorleiter Liederlust: Oktober 1925 – Dezember 1932. |
| April 1933 – April 1950     | Karl Haug                              | Einjährige Unterbrechung September 1939 – September 1940 durch Wehrdienst in Polen, Schulunterricht findet in Itzelberg statt. Chorleiter Liederlust: April 1933 – April 1950. Vater von Jörg Haug (→ Persönlichkeiten). |
| Mai 1950 – November 1960    | Wilhelm Buck                           | Chorleiter Liederlust: April 1950 – Dezember 1960. |
| November 1960 – Ostern 1961 | Ernst Brazel                           | |
| Ostern 1961 – Ostern 1964   | Wilhelm Wernicke                       | Ehefrau Wernicke Chorleiterin Liederlust: Oktober 1961 – Juli 1964. |
| Ostern 1964 – November 1964 | Dorothea Seeger, Adolf Braun ab August | |
| November 1964 – Ostern 1965 | Adolf Braun                            | Chorleiter Liederlust: September 1964 – Ostern 1965. |
| Ostern 1965 – Februar 1969  | Ulrich und Constance Streu             | Chorleiter Liederlust: Ostern 1965 – Januar 1969. Verlegung des Schuljahresbeginns: 1. Kurzschuljahr: 1. April – 30. November 1966 2. Kurzschuljahr: 1. Dezember 1966 – 31. Juli 1967                                    |
| Februar 1969 – Juli 1969    | Gerhard Haußmann                       | |
| September 1969 – Juli 1976  | Karl-Rudolf Abele                      | |

1980/81 wird das bis dahin ungenutzte Schulgebäude zu einem Evangelischen Freizeitheim mit 53 Betten umgebaut und erweitert, die Eröffnungsfeier fand am 18. Oktober 1981 statt. Durch die geringe Auslastung wurde das Gebäude ab Ende 2015 bis Herbst 2018 an den Landkreis Heidenheim vermietet und mit Flüchtlingen belegt. Seit Herbst 2018 hat die Gemeinde Königsbronn das Anwesen gemietet und nutzt es als Anschlussunterbringung.

### Jugendherberge (Schullandheim)

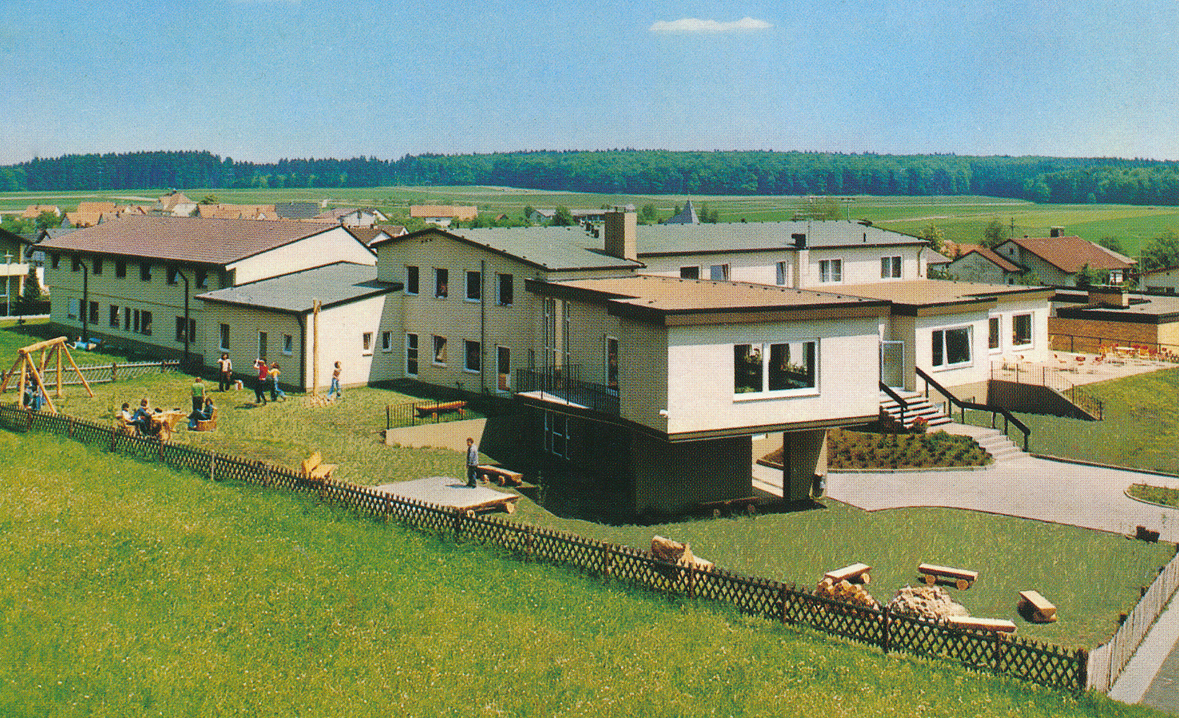
Jugendherberge 1977

Als Motel Anfang der 1960er Jahre geplant, wurde der Bau 1967 als Rohbau eingestellt und am 20. September zwangsversteigert. Mehrmals wechselte es den Besitzer. Anfang der 1970er Jahre wurden vorübergehend jugoslawische Gastarbeiterinnen einquartiert, welche Schichtarbeiten bei Osram in Herbrechtingen wahrnahmen.
Für das leerstehende Gebäude kamen Ideen auf, es 1973 zu einem Sprachheilzentrum, 1974 zu einem Heim für Behinderte und 1975 zu einem Waldschullandheim umzugestalten. Folglich erwarb der Landkreis Heidenheim das Gebäude und im Februar 1976 wurde ein Weiter-/Umbau zu einer Jugendherberge mit 110 Betten beschlossen. Die Eröffnung fand im Mai 1977 statt, jährlich konnten bis zu 12.000 Übernachtungen gezählt werden. Die Herbergseltern waren von Anfang an bis April 2002 Günter und Ursula Großmann. Am 31. Oktober 2005 schloss die Herberge, im Februar 2014 wurde sie abgerissen .

### Munitionsdepot

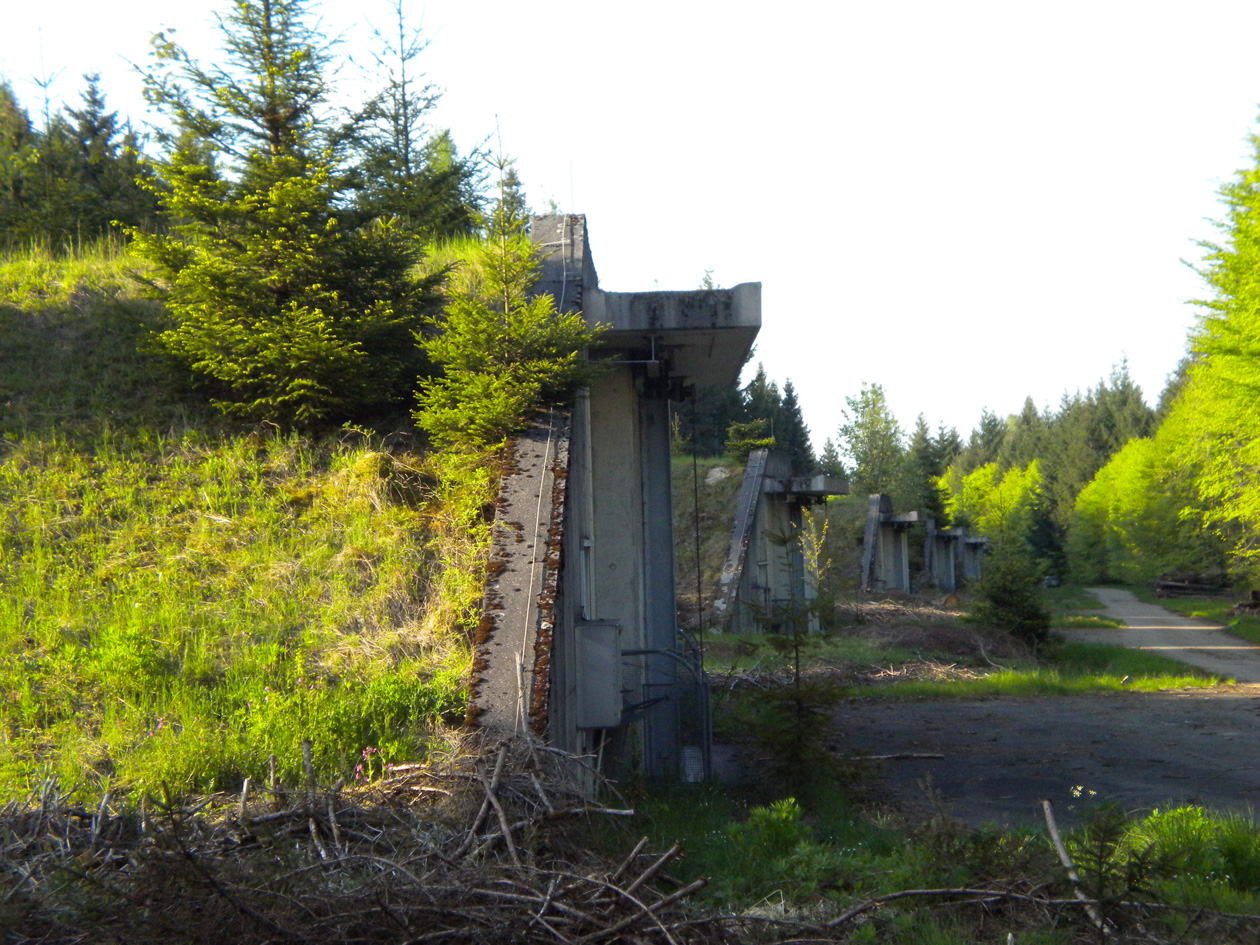
Munitionsdepot 2010, ECM Stradley (kurz vor dem Abriss)

Für ein geplantes Munitionsdepot der Bundeswehr wurde 1963 östlich des Ortes ein Waldstück gerodet. Der Bau des 19,2 Hektar großen Geländes fand 1964–65 statt:
- Verwaltungsbereich mit dem Wach-/Dienstgebäude und technischem Bereich
- 11 Beton-Lagerhallen
- 29 größere und 8 kleinere erdüberdeckte Munitionslagerhäuser des Typs ECM (earth-covered magazine) Stradley
- 2 kleine Munitionslagerhäuser 25 m2 und 50 m2

Zum Dezember 1998 wurden das Munitionsdepot geschlossen, 2010 der Verwaltungsbereich und die Munitionslagerhäuser abgerissen. Auf dem nicht genutzten Gelände wurde ab Februar 2014 ein Solarpark (→ Energie) errichtet.

### Gastronomie

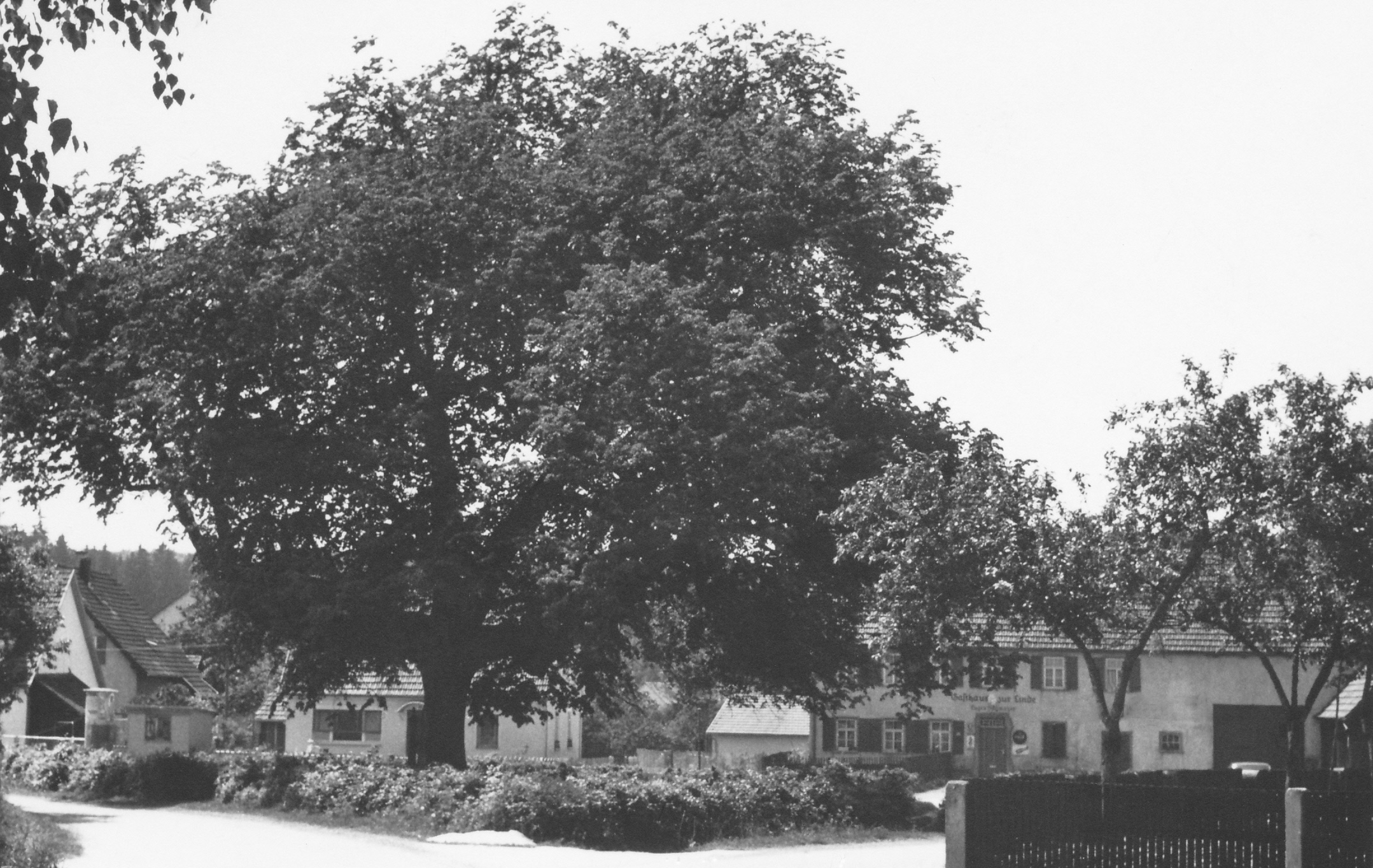
Lindenplatz mit Linde, rechts im Hintergrund das Gasthaus zur Linde (ca. 1965)

Im Laufe der Zeit gab es 3 Gastwirtschaften:

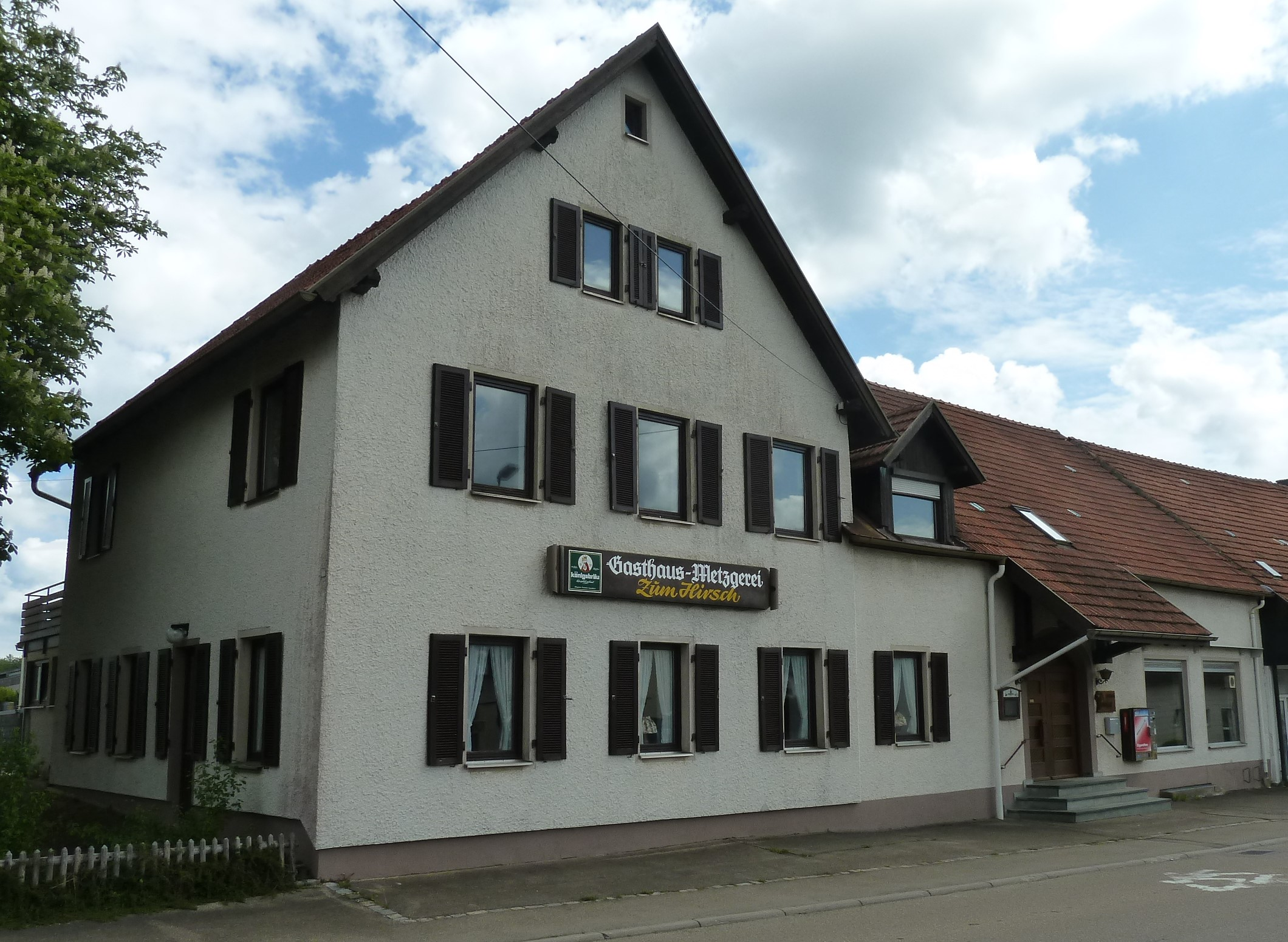
Gasthaus zum Hirsch (Mai 2020)

zum Hirsch
Die erste Erwähnung der Gaststätte in der Hauptstraße ist für Juni 1804 belegt. Beim Großbrand 1817 wurde das Gebäude zerstört und bis 1851 wechselte es mehrmals den Besitzer. Am 7. Februar 1851 erwarb Christoph Bauder aus Itzelberg das Gasthaus, es blieb für 3 Generationen im Besitz dieser Familie (1891–1935 Louis Bauder, 1935–1976 Heinrich und Anna Bauder).
Im Februar 1977 erwarb Gerhard Pudel das leerstehende Gebäude, renovierte und erweiterte es. Zuerst öffnete am 29. November 1979 die mitbetriebene Metzgerei und am 10. Januar 1981 die Gaststätte. Die Metzgerei schloss ab dem 1. Juli 1995 und die Gaststätte ab dem 1. Oktober 2008. Von Dezember 2017 bis zum Verkauf des Gebäudes bot Gerhard Pudel in seiner alten Metzgerei einmal wöchentlich eine Wildvermarktung an.
Anfang 2020 wurde das unbenutzte Gebäude veräußert und die 1904 gepflanzte Kastanie am 20. September 2021 gefällt.
zur Linde
Am 12. September 1859 verhandelte und genehmigte der Gemeinderat die Errichtung einer Speisewirtschaft und Lohnbäckerei am Lindenplatz durch Bäcker Konrad Scheerer. Nach einigen Besitzerwechseln erwarb im Dezember 1895 Thomas Hagmayer, Bäcker aus Giengen/Brenz, das Anwesen. Sein Sohn Eugen übernahm den Betrieb ab 1923 und dessen Sohn Eugen jun. führte den Betrieb zusammen mit Marie Benz bis zur Schließung 1972 fort.
Sandgrube

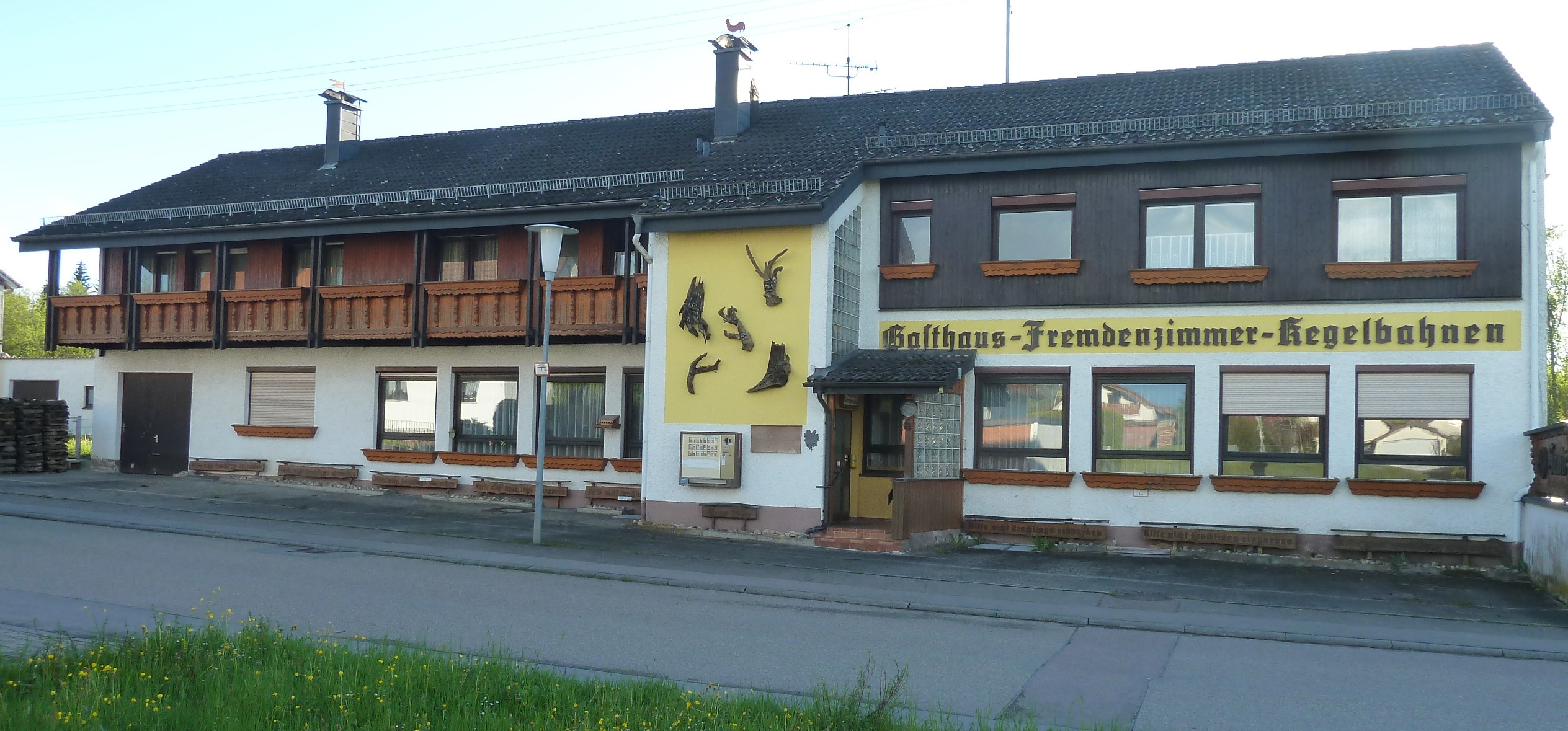
Gasthaus Sandgrube

Oskar Schwab (* 1929 in Eulenberg (Sovinec, Tschechien); † 2025 in Ochsenberg) erwarb 1972 einen Bauernhof in der Sandgrubstraße und baute ihn zu einem Gasthaus mit Fremdenzimmern und Kegelbahn um. Am 14. März 1976 öffnete die Gaststätte, zusammen mit seiner Frau Anna unterhielten sie die Wirtschaft bis 1986. Nach 4 Jahren Verpachtung übernahm 1990 Sohn Oskar jun. mit Frau Gudula Schwab die Gastwirtschaft und führten sie bis zum letzten Tag am 31. Oktober 2010 fort. Die Fremdenzimmer werden weiterhin angeboten.

### Einwohnerentwicklung
1538 standen 6 Häuser (Selden) im Weiler, „bei denen zwei Jauchert Gartenrecht, die aber nicht beweidet werden durften, angeschlossen waren.“ Für 1583 wurden 12 Häuser gezählt, die Bewohner besaßen spärlich Grund und waren wahrscheinlich nur Häusler oder Bedienstete und Knechte des nahen Klosters.
Zu Beginn des Dreißigjährigen Krieges 1618 wohnten in 24 Häusern 40 Familien. Nach der Schlacht bei Nördlingen 1634 waren die umliegenden Ortschaften durch umherziehende Soldaten schutzlos ausgeliefert und wurden geplündert sowie verwüstet. Zusätzliche Not entstand bis 1636 durch Hunger, Flucht und die Pest. Bis zum Ende des Dreißigjährigen Krieges 1648 waren in Ochsenberg bis auf 10 Häuser, in den 8 Familien wohnten, alle Gebäude abgebrannt.
1708 standen schon wieder 25 einfache und einstöckige mit Stroh gedeckte Häuser, die 20 Familien beherbergten.
Die Steuerrevisionsbeschreibung von 1717 gibt die Abgaben der Eigentümer an. Jeder Hausbesitzer hatte einen Kraut- und Küchengarten beim Hause. Nur zwei Hofstätten gab es mit Äckern, die ihre Abgaben an das Klosteramt zahlen mussten. „In dem abgelegenen Ort seynd gar wenig Handwerksleuth und bestehn durchaus in Einem Maurer der das Handwerk schlecht triebt und welches auch nicht das gantze jahr gangbar ist. Ferner zweyn Schmiden mit denen es wegen nahgelegen werker übersetzt. Und dann in Einem Hafner. Bey disen allen nun ist der Trib Eines Jeglichen wohl überlegt und dabey erachtet worden …“
Aus der Beschreibung des Oberamts Heidenheim von 1844: „Weiler mit 51 strohgedeckten Wohnhäusern. Von Handwerkern hat Ochsenberg zwei Hafner, einige Lohnweber, und mehrere, in Königsbronn und Itzelberg gesellenweise arbeitende Maurer und Zimmerleute. Die ökonomischen Verhältnisse der Einwohner, eines sehr tätigen, biedern, aber ziemlich rohen und derben Menschenschlags, haben sich merklich durch das lebhaft betriebene Fuhrwesen gehoben, indem der Transport von Salz, Torf, Holz, Eisen etc. von hiesigen Bauern in Akkord genommen wird.“
Der Erste Weltkrieg forderte 11 gefallene und 6 vermisste Soldaten, der Zweite Weltkrieg 17 gefallene und 12 vermisste Soldaten.
Mit der Ankunft und Ansiedlung von Heimatvertriebenen nach dem Zweiten Weltkrieg stieg die Anzahl der Einwohner merklich.
| Jahr | Einwohner |
| ---- | --------- |
| 1650 | 14        |
| 1655 | 31        |
| 1660 | 35        |
| 1665 | 47        |
| 1669 | 47        |
| 1676 | 60        |
| 1684 | 65        |
| 1692 | 93        |
| 1702 | 94        |
| 1708 | 89        |
| 1730 | 146       |
| 1742 | 150       |
| 1763 | 170       |
| 1768 | 174       |
| 1773 | 170       |
| 1783 | 187       |
| 1788 | 210       |
| 1793 | 208       |
| 1797 | 225       |
| 1800 | 260       |
| 1801 | 250       |
| 1803 | 245       |
| 1807 | 261       |
| 1808 | 261       |
| 1810 | 263       |
| 1812 | 273       |

| Jahr | Einwohner |
| ---- | --------- |
| 1824 | 288       |
| 1828 | 308       |
| 1831 | 320       |
| 1833 | 320       |
| 1834 | 304       |
| 1835 | 304       |
| 1839 | 329       |
| 1843 | 359       |
| 1844 | 357       |
| 1847 | 356       |
| 1852 | 318       |
| 1854 | 324       |
| 1858 | 324       |
| 1859 | 388       |
| 1862 | 388       |
| 1864 | 382       |
| 1866 | 382       |
| 1869 | 374       |
| 1871 | 347       |
| 1873 | 347       |
| 1875 | 341       |
| 1877 | 341       |
| 1880 | 340       |
| 1886 | 340       |
| 1887 | 324       |
| 1889 | 324       |

| Jahr   | Einwohner |
| ------ | --------- |
| 1890   | 323       |
| 1891   | 323       |
| 1892   | 335       |
| 1894   | 335       |
| 1895   | 322       |
| 1896   | 322       |
| 1900   | 313       |
| 1901   | 313       |
| 1905   | 325       |
| 1907   | 336       |
| 1909   | 336       |
| 1910   | 336       |
| 1911   | 338       |
| 1912   | 340       |
| 1913   | 340       |
| 1919   | 331       |
| 1922   | 335       |
| 1925   | 338       |
| 1933   | 301       |
| 1936   | 301       |
| 1938   | 299       |
| 1939   | 291       |
| 1945   | 432       |
| 1950 1 | 448       |
| 1952   | 448       |
| 1955   | 432       |

| Jahr   | Einwohner |
| ------ | --------- |
| 1956   | 437       |
| 1959   | 443       |
| 1960   | 449       |
| 1961   | 451       |
| 1962   | 444       |
| 1963   | 485       |
| 1964   | 497       |
| 1965   | 495       |
| 1966   | 505       |
| 1967   | 504       |
| 1968   | 523       |
| 1969   | 576       |
| 1970   | 572       |
| 1971   | 573       |
| 1972 2 | 572       |
| 1975   | 598       |
| 1980   | 620       |
| 1987 3 | 642       |
| 1988   | 671       |
| 1989   | 683       |
| 1990   | 706       |
| 1991   | 696       |
| 1992   | 708       |
| 1993   | 711       |
| 1994   | 725       |
| 1995   | 720       |

| Jahr | Einwohner |
| ---- | --------- |
| 1996 | 714       |
| 1997 | 706       |
| 1998 | 704       |
| 1999 | 714       |
| 2000 | 713       |
| 2001 | 722       |
| 2002 | 730       |
| 2003 | 730       |
| 2004 | 737       |
| 2005 | 732       |
| 2006 | 715       |
| 2007 | 693       |
| 2008 | 687       |
| 2009 | 684       |
| 2010 | 674       |
| 2011 | 655       |
| 2012 | 654       |
| 2013 | 656       |
| 2014 | 664       |
| 2015 | 645       |
| 2017 | 629       |
| 2018 | 631       |
| 2019 | 646       |
| 2020 | 651       |
| 2021 | 645       |
| 2022 | 664       |

1 Volkszählung 13. September 1950 

2 Eingemeindung 1. Februar 1972 

3 Volkszählung 25. Mai 1987

### Religion
Bis zum Ende des Zweiten Weltkrieges war Ochsenberg evangelisch geprägt. Danach stieg die Anzahl der römisch-katholischen Einwohner durch die ansässigen Heimatvertriebenen erheblich an.
| Jahr | Einwohner | ev. | r.-k. |
| ---- | --------- | --- | ----- |
| 1831 | 320       | 313 | 7     |
| 1833 | 320       | 313 | 7     |
| 1835 | 304       | 297 | 7     |
| 1839 | 329       | 322 | 7     |
| 1843 | 359       | 354 | 5     |
| 1844 | 357       | 353 | 4     |
| 1847 | 356       | 352 | 4     |
| 1854 | 324       | 315 | 9     |
| 1858 | 324       | 315 | 9     |
| 1862 | 388       | 387 | 1     |
| 1866 | 382       | 382 | -     |
| 1869 | 374       | 373 | 1     |
| 1873 | 347       | 340 | 7     |
| 1877 | 341       | 334 | 7     |
| 1887 | 324       | 323 | 1     |
| 1889 | 324       | 323 | 1     |

| Jahr | Einwohner | ev. (%)    | r.-k. (%)  | sonstige (%) |
| ---- | --------- | ---------- | ---------- | ------------ |
| 1892 | 335       | 331        | 4          | -            |
| 1894 | 335       | 331        | 4          | -            |
| 1896 | 322       | 321        | 1          | -            |
| 1900 | 313       | 313        | -          | -            |
| 1901 | 313       | 313        | -          | -            |
| 1905 | 325       | 325        | -          | -            |
| 1907 | 336       | 336        | -          | -            |
| 1912 | 340       | 339        | -          | 1            |
| 1925 | 338       | 338        | -          | -            |
| 1936 | 301       | 299 (99,3) | 2 (0,7)    | -            |
| 1950 | 448       | 347 (77,5) | 100 (22,3) | 1 (0,2)      |
| 1952 | 448       | 347 (77,5) | 100 (22,3) | 1 (0,2)      |
| 1961 | 451       | 324 (71,8) | 111 (24,6) | 16 (3,5)     |
| 1962 | 444       | 336 (75,7) | 108 (24,3) |              |
| 1970 | 572       | 374 (65,3) | 166 (29,1) | 32 (5,6)     |
| 2001 | 722       | 443 (61,4) | 209 (28,9) | 70 (9,7)     |

### Vereine

#### Gesangverein Liederlust Ochsenberg

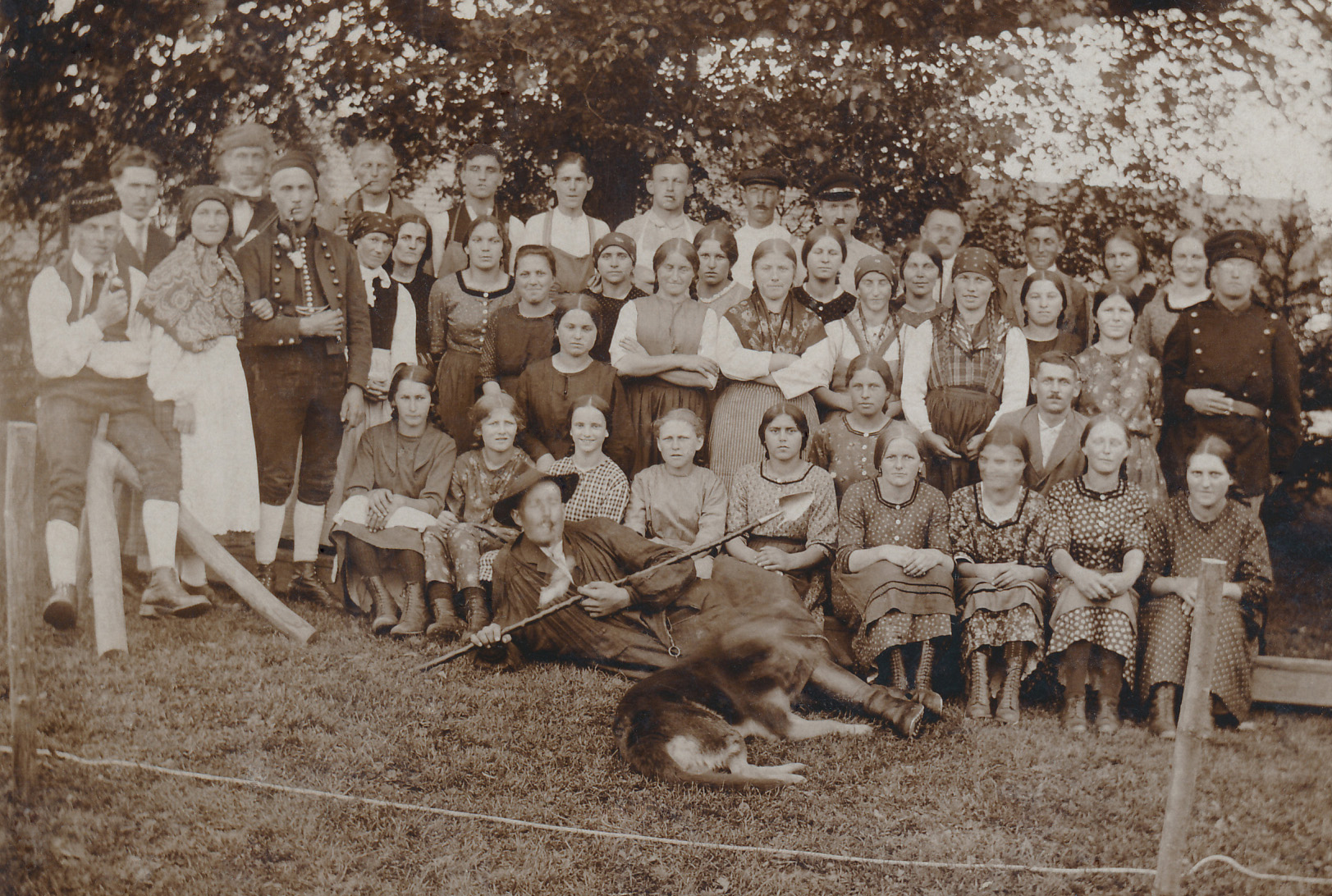
Gruppenbild vor der Linde (1924)

Ende November 1920 gründete der Dorflehrer Wilhelm Heggenberger einen dreistimmigen Mädchenchor, an dem fast die ganze Mädchenjugend des Dorfes teilnahm. Als Ziele des Chors wurden festgelegt: Bereicherung des Gemeindelebens und Dienst an der Gemeinde in Freud und Leid. Am 2. April 1921 fand eine kleine Gründungsfeier im Gasthaus zur Linde mit Gesang und Gedichtvorträgen statt. Im September 1921 erhielt der Chor das erwünschte Harmonium.
Ab Januar 1923 sangen bereits Männer im Chor mit, bei der Generalversammlung am 14. Januar 1924 erfolgte die Umwandlung zum gemischten Chor. Den Namen Gesangverein Liederlust Ochsenberg erhielt der Verein am 23. Januar 1925. Der Name Liederlust rührt daher, weil der Verein Lieder aus den beschafften Liederbüchern „Liederlust“ (eine stufenmäßig geordnete Sammlung von Liedern. Heft III. Lieder für Oberklassen. Ausgabe für Mädchenschulen. Heinrich Lang & Martin Mezger) sang.
Bei der festlichen Fahnenweihe des Ebnater Gesangvereins am 7. Juni 1925 war die Liederlust der einzige gemischte Chor unter den ca. 25 anwesenden Vereinen. Das auf der Bühne vorzutragende Lied wurde tadellos dargeboten – unter besonders vielen Zuhörern, da den gemischten Chor alle sehen wollten.
Anfang 1931 „… hat der Verein die stattliche Zahl von 63 Kehlen erreicht …“ und im März überließ Dirigent Edelmann dem Verein sein Klavier. Am 2. Oktober 1938 (Erntedankfest) veranstalteten der Verein und eine Laienspielgruppe im Konzerthaus Heidenheim einen „Dorfabend in der Stadt“, welcher auf großes Interesse stieß. Programmpunkte waren: gemischte Chöre, schwäbische Liederfolge, Kasperltheater, Das Spiel vom goldenen Weizen und heitere Ansprache.
Während des Zweiten Weltkriegs konnten die verbleibenden Mitglieder einmal im Monat ein gemeinschaftliches Singen aufrechterhalten, ab 1944 im abgedunkelten Schulsaal (Rathaus). Durch die Besetzung der Amerikaner ab 24. April 1945 fiel die Singstunde für längere Zeit aus.
Die Wiederaufnahme von Singstunden erfolgte am 24. Oktober 1947, „… der Eindruck, dass sich die Singfreude wieder einstellt …“ ermöglichte ein regelmäßiges, wöchentliches Proben. Nach 10 Jahren fand am 27. und 28. Dezember 1947 die erste Nachkriegsweihnachtsfeier im vollbesetzten Schulsaal statt, Programmpunkte waren ein Zithervortrag, Chorvorträge sowie Darbietung eines Schwanks und eines Märchenspiels. Am 16. Januar 1948 wurde im Gasthaus zur Linde eine Generalversammlung zur Neugründung abgehalten. Ein Jubiläumsabend zum 25-jährigen Bestehen wurde im April 1949 gefeiert.
Im 50. Jubiläumsjahr 1974 mit 3-tägiger Feier im Juli hatte der Verein 34 aktive, 47 passive und 7 Ehrenmitglieder. Der Rekord an Singstundenbesuchen wurde 1992 mit einer Teilnahme von 89 % erreicht. Der Eintrag ins Vereinsregister wurde im Juni 1993 vollzogen. Im Dezember 1993 fand während der Weihnachtsfeier der erste Auftritt (letzter 2003) des Kinderchors statt. Zum 75. Jubiläumsjahr 1999 mit 3-tägiger Feier im Oktober wurden 104 Mitglieder gezählt, davon 49 aktive Sängerinnen und Sänger.
2006 wurde festlich die Fahnenweihe begangen, 2014 erreichte die Mitgliederzahl ihren Höchststand von 62 Aktiven und 51 Passiven. Ein Jubiläumskonzert für 100 Jahre Bestehen wurde im Oktober 2024 abgehalten.
Chorleiter (Dirigent)
Von der Gründung bis Januar 1969 waren weitgehend die Dorflehrer auch die Chorleiter (→ Lehrer). Ab Februar 1969 bis Dezember 1989 war es Reinhold Miß, von Januar 1990 bis Dezember 2009 Werner Kaufmann.

#### Sportschützenverein Edelweiß
Bereits im Herbst 1928 trafen sich 11 Männer mit dem Gedanken, den KK-Schützenverein ‚Edelweiß‘ Ochsenberg zu gründen. Das erfolgte 1929 und der Schießbetrieb startete im Frühjahr in der Lehmgrube im mittleren Falchen. Zum Schützenfest im Juli 1939 anlässlich des 10-jährigen Bestehens hatte der Verein 30 aktive Mitglieder und 5 Jungschützen.
Nach dem Zweiten Weltkrieg wurden Schützenvereine durch die Besatzungsmächte zunächst verboten. Am 15. Oktober 1954 fand zur Wiedergründung eine außerordentliche Versammlung im Gasthaus Linde statt, der Name wurde auf Sportschützenverein ‚Edelweiß‘ Ochsenberg umgeändert. Zuerst wurde ein Schießraum im Gasthaus zum Hirsch bereitgestellt, im Frühjahr 1955 hatte der Verein 46 aktive Mitglieder (darunter 10 Jungschützen und 2 Damen) und in der Sandgrube entstand eine zweckmäßige, windgeschützte Schießanlage. 1956–57 wurde stellenweise im Privathaus von Heinz Elser geschossen. Ab 15. März 1957 erfolgte der Schießbetrieb bis zur Fertigstellung des Schützenhauses in der gepachteten, gemeindeeigenen Baracke.
Im Juli 1959 fand ein 2-tägiges Schützenfest und Jubiläumsschießen anlässlich des 30-jährigen Jubiläums in der Sandgrube statt. Eine mehrtägige Feier mit Preisschießen zum 40-jährigen Bestand wurde 1969 abgehalten. Zum 50-jährigen Bestehen im Jahr 1979 hatte der Verein 115 Mitglieder: 94 aktive Schützen, 2 Ehrenmitglieder und 19 passive. Mit dem 60-jährigen Jubiläum am 25. November 1989 wurde die neue Vereinsfahne eingeweiht, 2004 wurde das 75-jährige Bestehen gefeiert.

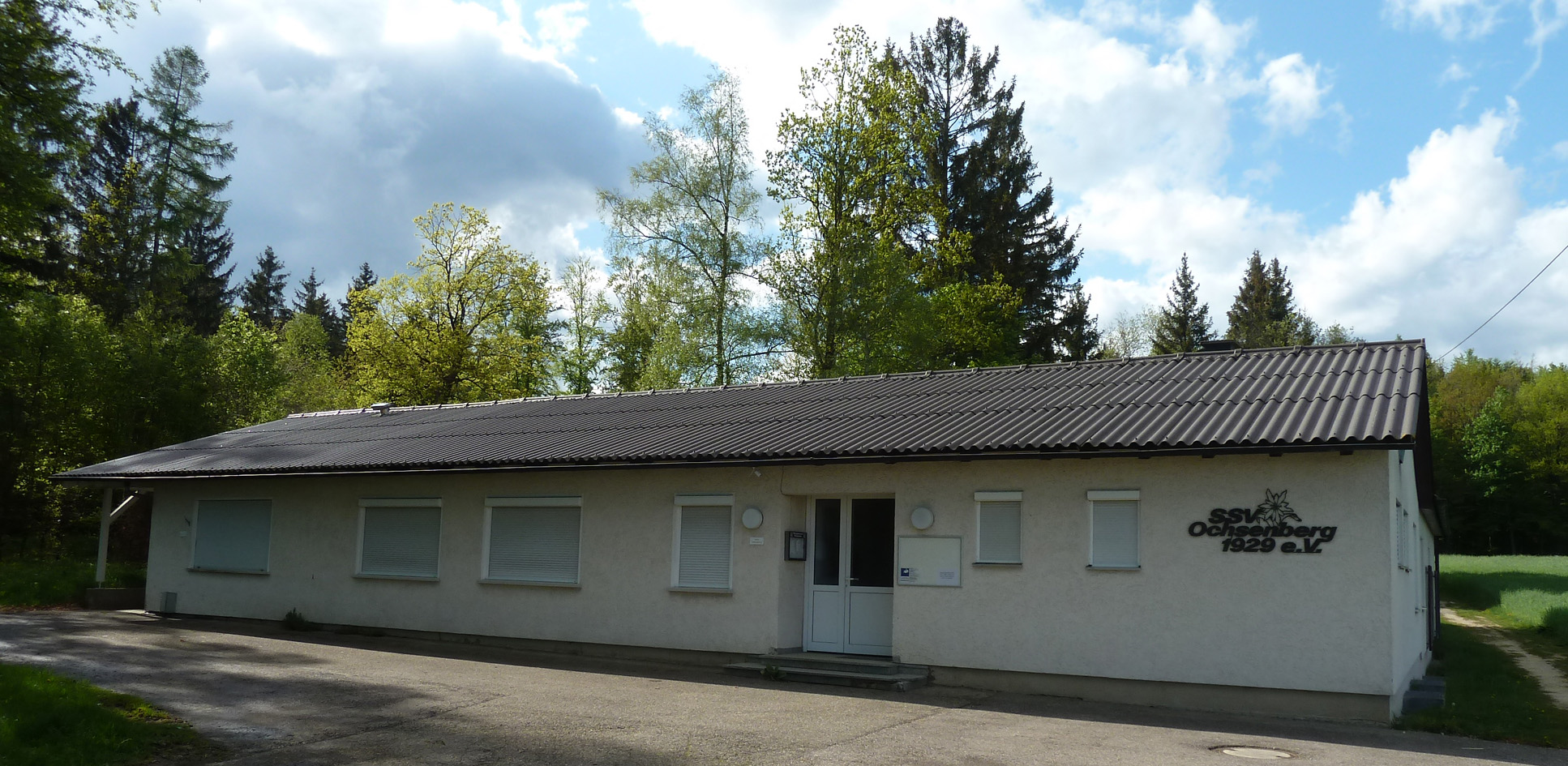
Schützenhaus
Ab dem 29. Juli 1961 wurde mit einem Neubau des Schützenhauses begonnen. Nach 6.000 Stunden freiwilligen Arbeitsdiensts konnte das Vereinsheim am 26. Oktober 1963 feierlich eröffnet werden. 1972 erfolgte die Erweiterung der Küche. 1988 fand ein weiterer Ausbau statt (sanitäre Anlagen, Heizung und Auswerteraum). Das jetzige Aussehen erhielt das Schützenhaus 2003 durch den Anbau der neuen Schießhalle.

#### Verein Waldarbeitsmeisterschaften
Gegründet wurde der Verein Waldarbeitsmeisterschaften, Landesverband Baden-Württemberg e. V. im Gasthaus zum Hirsch im Juli 1995. Die erste Baden-Württembergische Waldarbeitsmeisterschaft fand am 23. September 1995 im Staatlichen Maschinenhof statt. Seitdem werden sie alle 2 Jahre durchgeführt. Wettbewerbe auf Bundesebene gab es:
- 3. Deutsche Waldarbeitsmeisterschaft: 20. – 22. Juni 1997, 71 Teilnehmer
- 12. Deutsche Waldarbeitsmeisterschaft: 4. – 6. Juni 2015, 110 Teilnehmer

### Spitzname
Steftsstecke ist der historische Spitzname der Ochsenberger. Ein Steftsstecke ist ein kräftiger und langer Stock, der am unteren Ende mit einer Eisenspitze versehen ist. Die Menschen benutzten diesen Stab auf vielfältige Weise, besonders um am Boden oder in Gegenstände zu stochern (steftsgen). Er diente nicht nur im Winter zum Gehen oder Klettern auf steilen Wegen, sondern half auch beim Schieben eines Schlittens.
Welchen Vorteil der Steftsstecke hatte, belegt diese historische Erzählung: Um 1820 machten sich Ochsenberger Burschen auf den Weg nach Ebnat zum Kirchweihsonntag. Die Ebnater Junggesellen waren darüber nicht erfreut, wollten ungebetene Konkurrenz vom Tanzboden fernhalten und liefen den Ochsenbergern entgegen. Bereits an der Markungsgrenze im Wald trafen die zwei Gruppen aufeinander. Nach einem Wortwechsel folgte ein Handgemenge, daraus entwickelte sich eine blutige Auseinandersetzung. Als großer Vorteil erwiesen sich die mitgenommenen Steftsstecken und die Ochsenberger gingen als Gewinner hervor.

## Politik

### Geschichte
Ab der Ersterwähnung 1538 war Ochsenberg selbstständig. 1572 entstand mit den Orten Springen (damaliger Name Königsbronns), Zang und Itzelberg eine zusammengefasste Gemeinde. 1849 wurde wieder die Selbstständigkeit erlangt, die erneut endete durch die Eingemeindung nach Königsbronn am 1. Februar 1972.

### Bürgermeister
| Zeit                               | Name               | Kommentar |
| ---------------------------------- | ------------------ | --- |
| 1849 – November 1850               | Christian Prinzing | Wagner, Anführer eines sechsköpfigen Gemeinderates.                                                                        |
| November 1850 – 1855               | Christoph Härle    | Voriges Mitglied im Gemeinderat, † 1855.                                                                                   |
| 1855–1893                          | Melchior Elser     | Name mit Jahr 1882 auf Rathausglocke vermerkt.                                                                             |
| 1893–1919                          | Georg Härle        | Zimmermann und Gemeindepfleger, verwirklichte 1910 den Neubau des Rathauses, † 1919.                                       |
| 1919 – 5. Oktober 1933             | Heinrich Scheerer  | Versetzung in den Ruhestand 1933, lebte von 1866 bis 1938.                                                                 |
| Oktober 1933 – 1939                | Konrad Riedinger   | Einsetzung Königsbronner Bürgermeister als Amtsverweser.                                                                   |
| 1939–1940                          | Otto Wiedmann      | Gutsverwalter, „Danner“ |
| 1940 – Mai 1945                    | August Ortwein     | Königsbronner Ortsgruppenleiter                                                                                            |
| Mai 1945 – Oktober 1945            | Karl Haug          | Hauptlehrer, Beantragung zur Wahrnehmung der Geschäfte des Bürgermeisters durch die damalige Militärregierung.             |
| Oktober 1945 – April 1946          | Christian Heilig   | Einsetzung als kommissarischer Bürgermeister.                                                                              |
| April 1946 – 1951                  | Günter Pudel       | Vorzeitiger Rücktritt |
| 1951 – 23. Februar 1959            | Christian Heilig   | |
| 24. Februar 1959 – 31. Januar 1972 | Heinz Elser        | Beendigung durch die Eingemeindung zu Königsbronn am 1. Februar 1972. * 11. Mai 1930 in Ochsenberg; † 27. Januar 2025 ebd. |

### Gemeinderat
Seit der Eingemeindung 1972 ist Ochsenberg mit 2 Sitzen im Königsbronner Gemeinderat vertreten.

### Wappen und Flagge
Im Jahr 1952 beschloss der Gemeinderat Ochsenbergs ein neues Gemeindewappen, das einen roten Ochsenkopf im silbernen Schild zeigte. In leicht abgewandelter Form wurde das Wappen am 7. Dezember 1953 von den Landesbehörden genehmigt:
| Wappen von Ochsenberg | Blasonierung: „In silbernem, schwarz bordiertem Schild, ein roter Ochsenkopf mit silbernen Nüstern und Augen, sowie schwarzen Hörnern.“ |
| Wappen von Ochsenberg | Wappenbegründung: Redendes Wappen |

|  | Banner: „Das Banner ist rot-weiß im Verhältnis 1:1 längsgestreift, in der Mitte befindet sich das Wappen, im weißen Bannerhaupt steht der Schriftzug ‚OCHSENBERG‘.“ |

## Kultur und Sehenswürdigkeiten

### Vereine, Interessengemeinschaften
- Gesangverein Liederlust Ochsenberg e. V.
- Sportschützenverein Edelweiß e. V.
- Verein Waldarbeitsmeisterschaften, Landesverband Baden-Württemberg 1995 e. V.
- Angelfreunde Ochsenberg e. V., gegründet August 2016
- Freiwillige Feuerwehr (Königsbronn, Abteilung Ochsenberg), gegründet 1936
- DRK-Bereitschaft Königsbronn/Ochsenberg, gegründet 1976
- Maibaumfreunde (Interessengemeinschaft)
- Schachfreunde Ochsenberg, seit 2013

### Veranstaltungen
| Veranstaltung                                          | Ort                      | Regelmäßiger Termin                                    | Datum 2025     |
| ------------------------------------------------------ | ------------------------ | ------------------------------------------------------ | -------------- |
| Maibaumaufstellung                                     | Lindenplatz              | 30. April; 29. April, wenn 1. Mai auf ein Montag fällt | 30. April      |
| 99-Litertag                                            | Schützenhaus             |                                                        | 17. Mai        |
| Fußballspiel Dorfjugend – Feuerwehr (seit 1967)        | Spielplatz (Bolzplatz)   | Letzter Samstag im Juni                                | 28. Juni       |
| Kinder- und Waldfest (seit 1948)                       | Spielplatz               | Erster Samstag im Juli und darauffolgender Sonntag     | 5. + 6. Juli   |
| Waldarbeitsmeisterschaft Baden-Württemberg (seit 1995) | Staatlicher Maschinenhof | Alle 2 Jahre                                           | -              |
| Sommernachts- und Waldfest mit Lagerfeuer (seit 1971)  | Schützenhaus             | Erstes Wochenende der Sommerferien in BW               | 2. + 3. August |
| Hobbytauziehturnier (seit 2023)                        | Schützenhaus             |                                                        | 13. September  |
| Weihnachtsdörfle (seit 2007)                           | Lindenplatz              | Samstag vor dem 1. Advent                              | 29. November   |
| Eishockeyspiel Dorfjugend – Feuerwehr (erstmals 1979)  | Dorfhülbe                | Im Winter (wetterbedingt)                              | 17. Januar     |

### Naturdenkmale

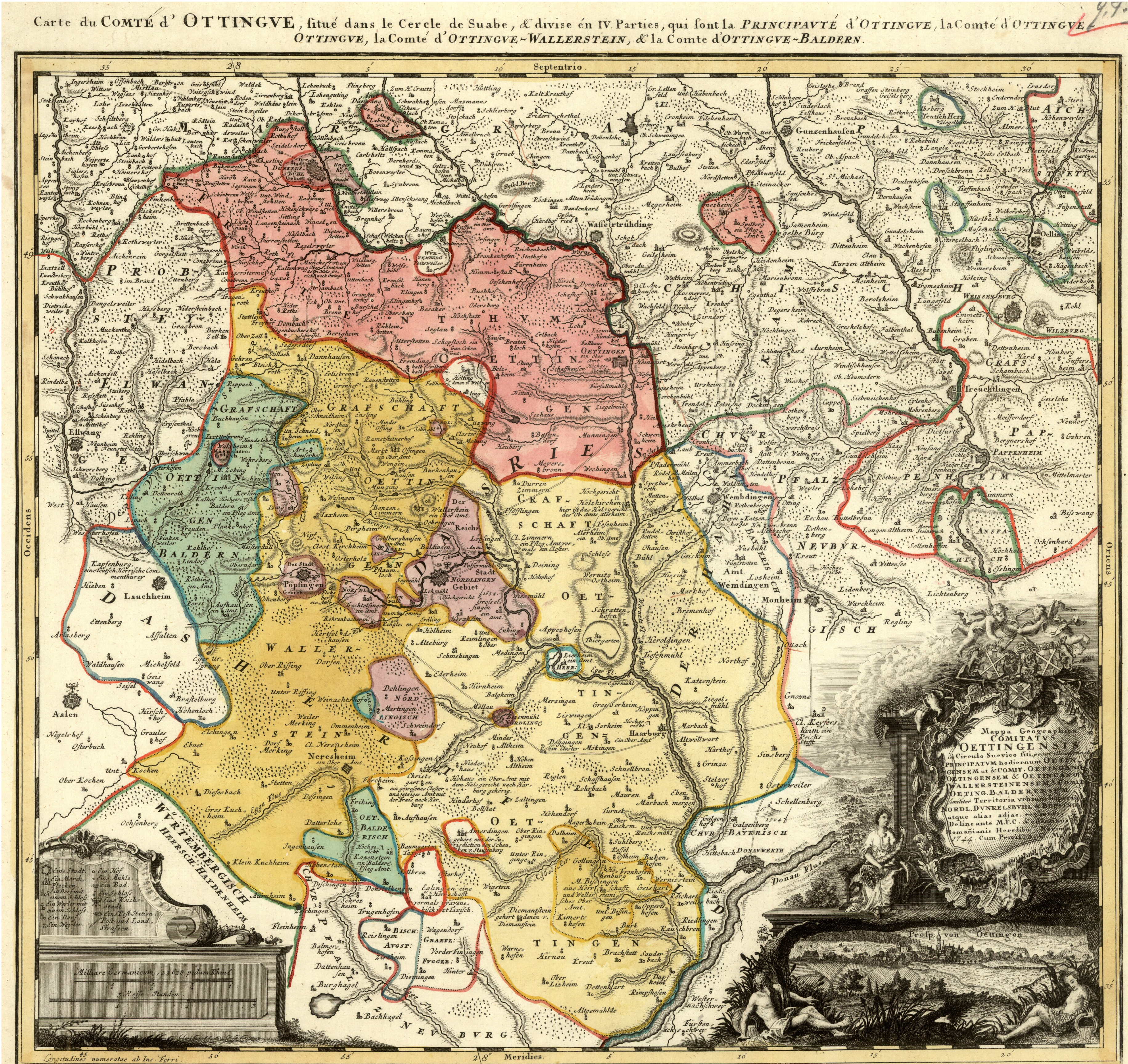
Grafschaften Oettingen
Links unten, oberhalb der Legende ist Ochsenberg eingezeichnet.

- Landschaftsschutzgebiet Gewann Falchen mit Dolinenfeld, Trockenrasen und Falchensee (Falchenhülbe)
Falchen leitet sich von fahl ab und bedeutet fahles Grasland, also mit schlechtem, nicht gerne abgeweidetem Gras (Borstgras) bewachsenes Land.
- Sandgrube
Brenzschotter-Aufschluss, Sandablagerungen gebildet von der Urbrenz.
- Judenbusch
Der Judenbusch ist ein flächenhaftes Naturdenkmal mit mehreren alten Rotbuchen. Der mit Abstand größte Baum wurde umgangssprachlich als der „Judenbusch“ bezeichnet. Die Stürme der letzten Jahrzehnte setzten dem Baum immer weiter zu, am Morgen des 18. Mai 2020 ist das letzte verbleibende Geäst durch sein Eigengewicht abgebrochen. Sein Alter belief sich auf annähernd 300 Jahre, der stehengebliebene Baumstumpf hat einen Umfang von 6,35 m.[24] Nach der Anhauser Linde hatte er den zweitgrößten Baumumfang im Kreis Heidenheim.
Der Name entstammt von den Juden, die dort lagerten und übernachteten. Vom bayrischen Nördlingen her kamen sie mit ihrem Vieh über die württembergische Grenze, mussten Zoll entrichten und zogen weiter zu den Märkten. Der Judenbusch lag am Verbindungsweg zwischen den Klöstern in Neresheim und Königsbronn, direkt an der Grenze zwischen der Grafschaft Oettingen-Wallerstein und dem Herzogtum Württemberg. Fahrendes Volk wurde im Dekanat Heidenheim, zu welchem das Kloster Königsbronn gehörte, misstrauisch beäugt und war wenig willkommen. Im Notfall konnte man sich hier schnell über die nahe Grenze auf Neresheimer Gebiet absetzen.[25]
- Dorfhülbe
 1830 lag die Hülbe fast 200 m vom Dorf entfernt im Weideland, heute am westlichen Ortsrand. 1975 von der Gemeinde ausgebaggert, damals wurde die für eine Hülbe untypische Insel geschüttet. Diese Insel wurde um 2000 wieder entfernt. Von den älteren Einwohnern als die Buabahülb genannt, kaum 100 m nördlich lag die abgegangene Mädleshülb.[26]
- Weitere Hülben, Dolinen und Tongruben

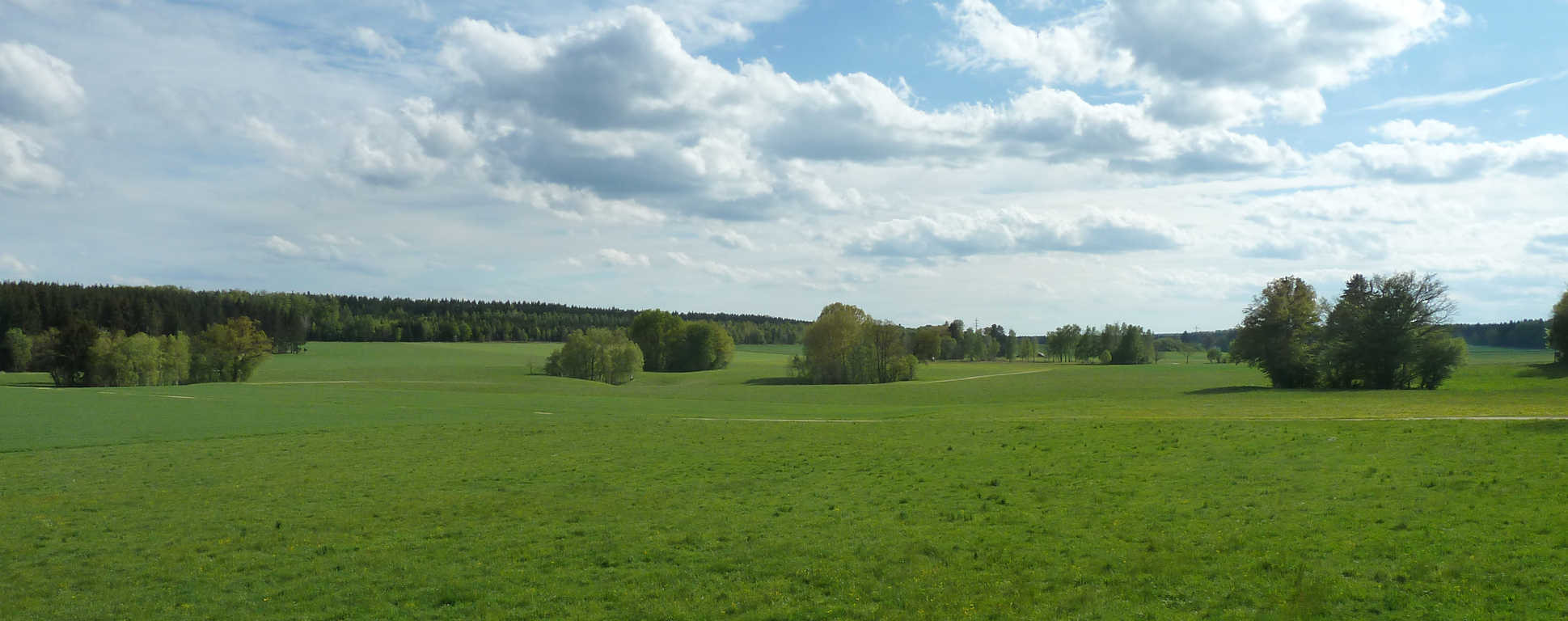
Dolinenfeld im Falchen
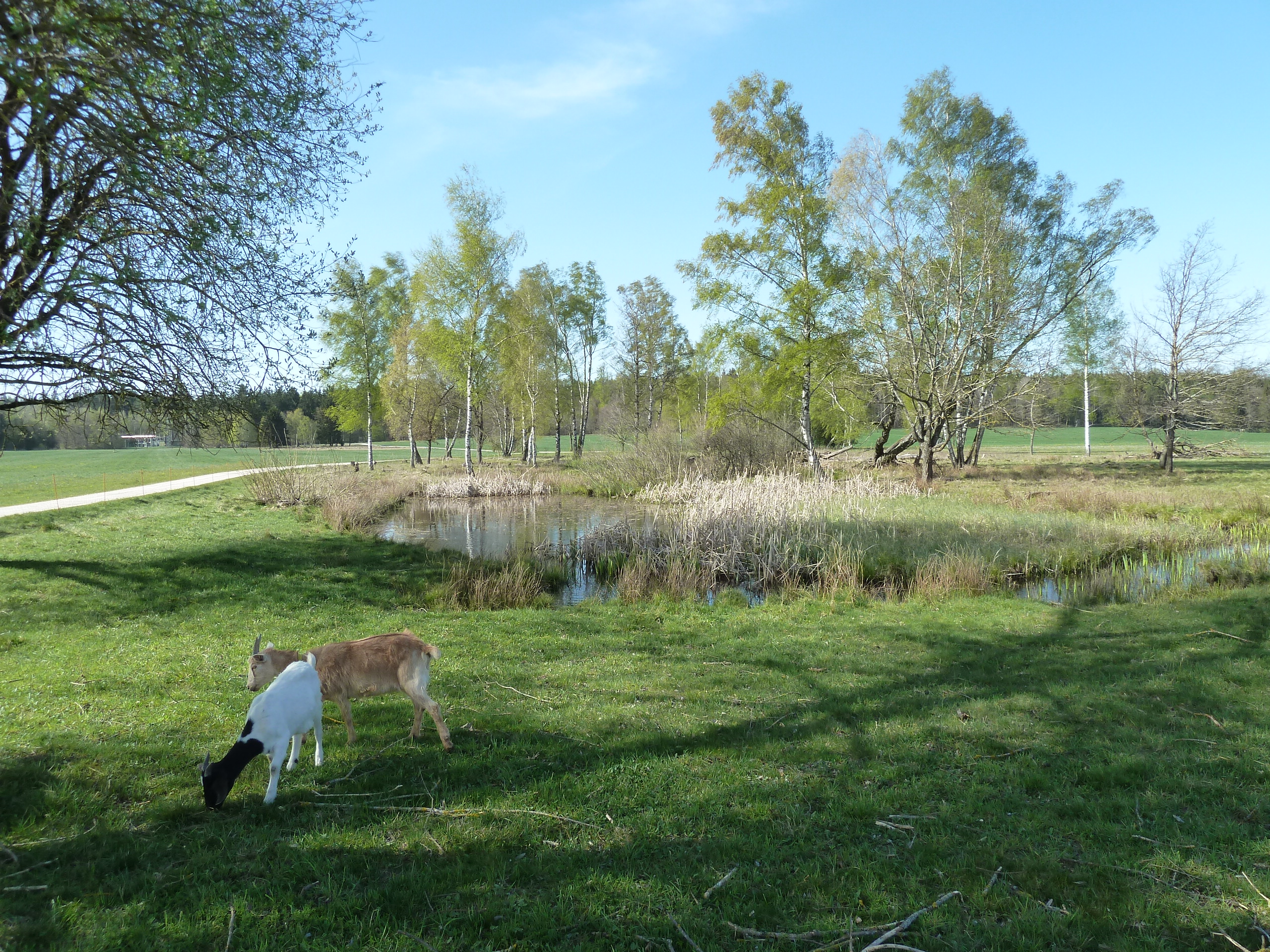
Falchensee
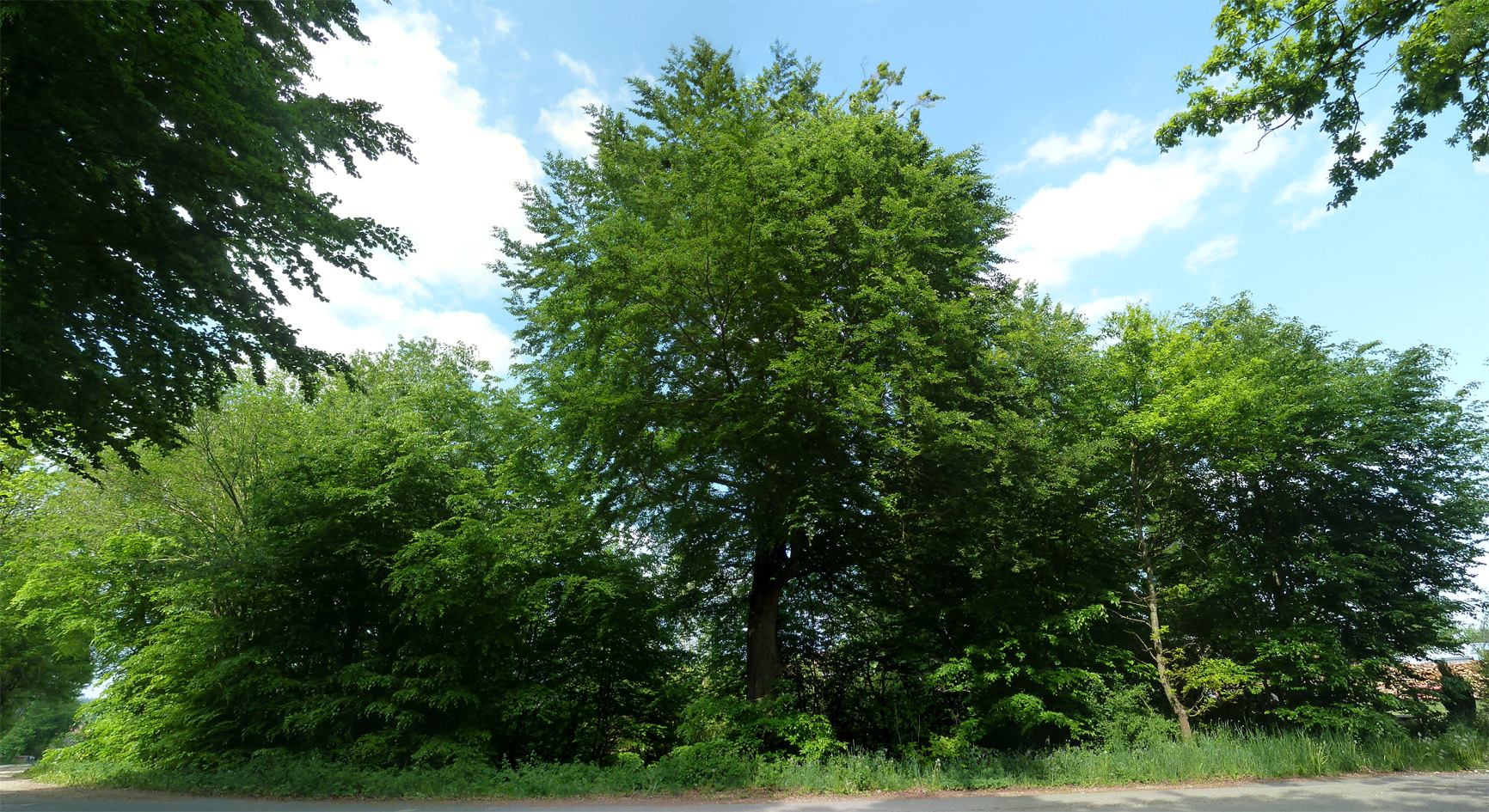
Sandgrube
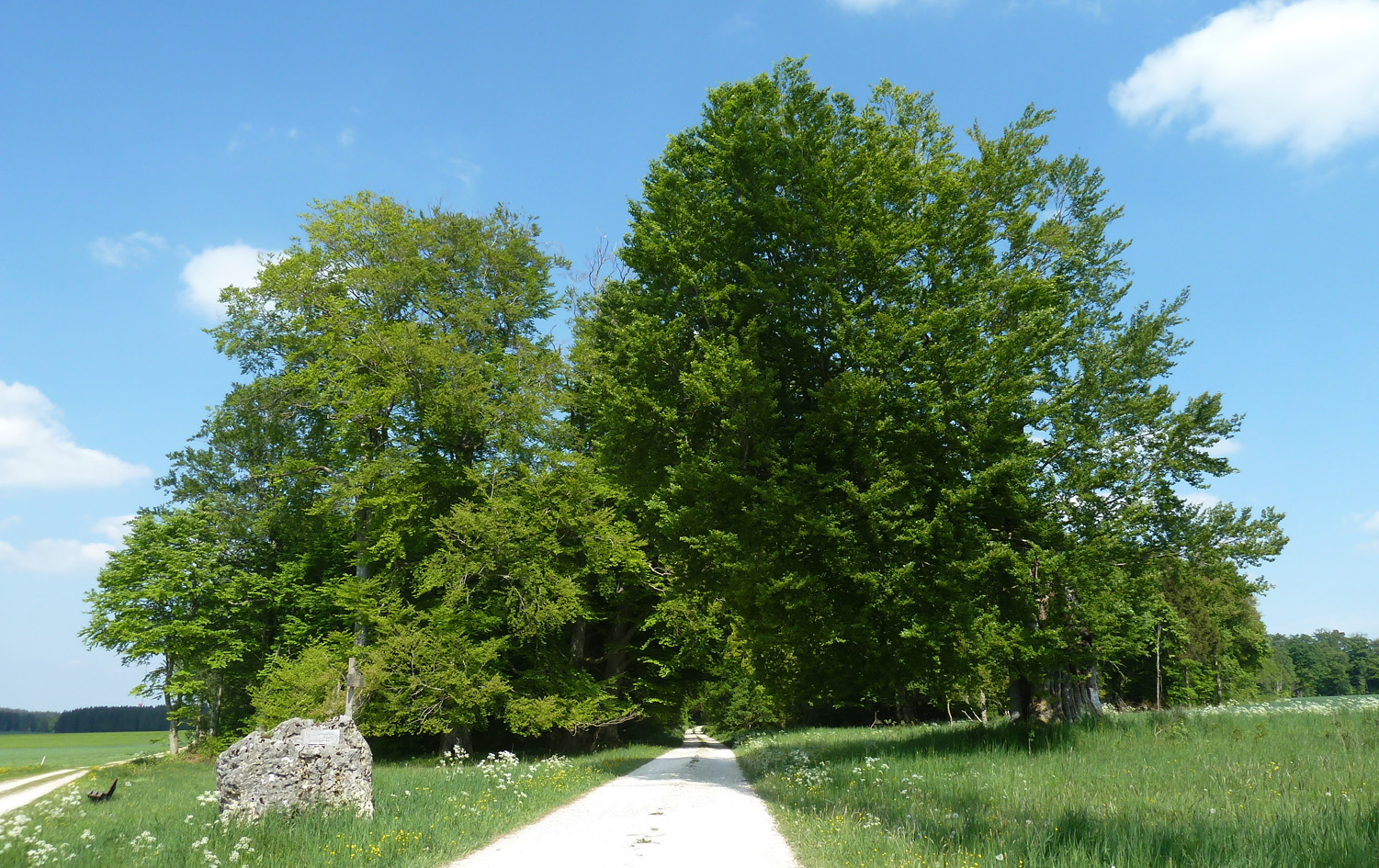
Judenbusch am 16. Mai 2020 (rechts der inzwischen umgestürzte  „Judenbusch“)
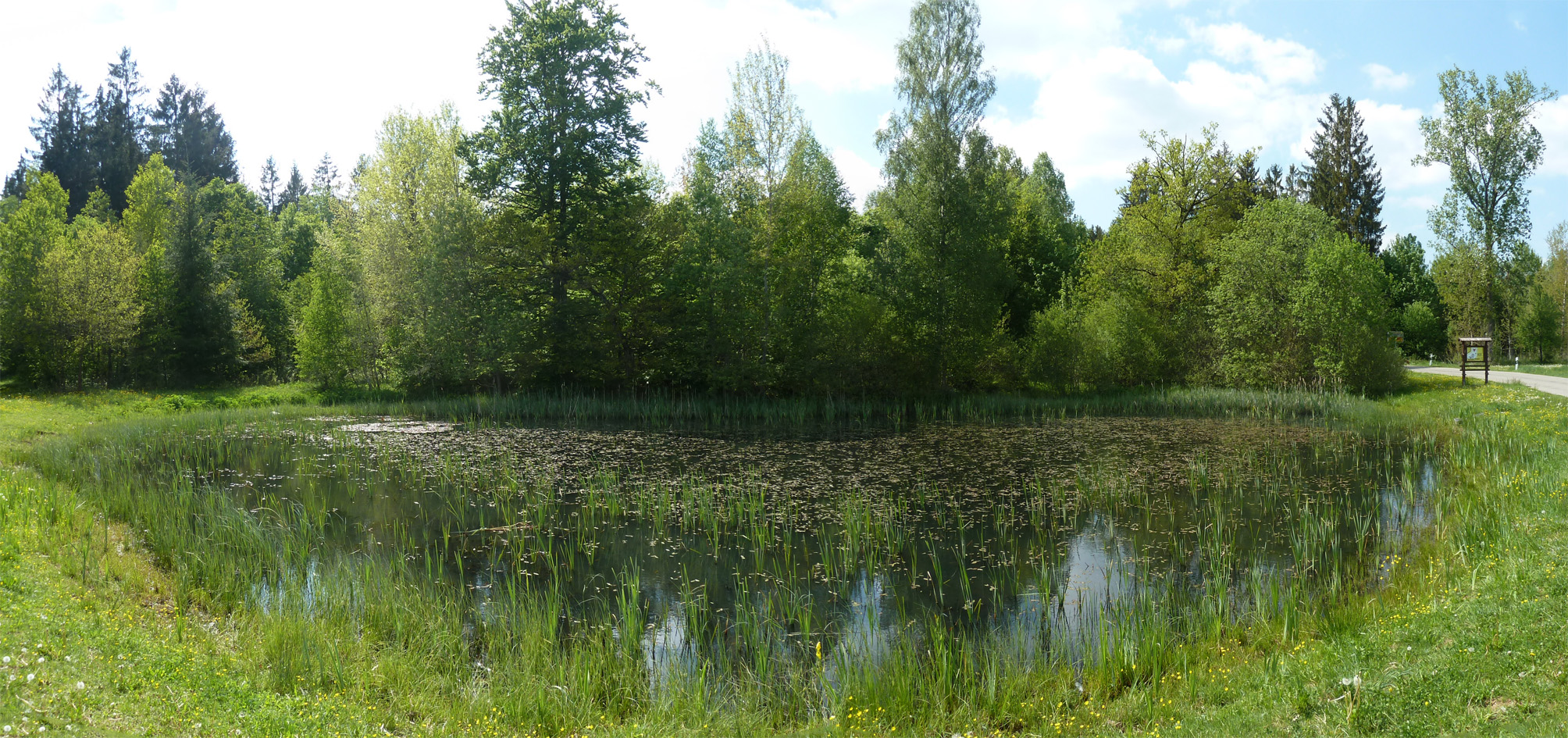
Dorfhülbe

## Wirtschaft und Infrastruktur

### Landwirtschaft
Seit dem Zweiten Weltkrieg nahm die Zahl der Milchlieferanten kontinuierlich ab. Gab es 1955 noch 29, waren es im Jahr 1995 noch 4 und 2025 nur noch 2.

### Verkehr
Ochsenberg ist über die Kreisstraße K 3011 (Itzelberg, 9 % Steigung, Eselweg) sowie die Gemeindeverbindungsstraße über den Zahnberg (Königsbronn, 15 % Steigung) mit der B 19 verbunden. Eine öffentliche Verbindungsstraße zu den östlich gelegenen Ortschaften des Härtsfelds besteht nicht.
Der nächstgelegene Autobahnanschluss in 11 km Entfernung ist die Bundesautobahn 7 bei Nattheim (Anschlussstelle Heidenheim/116).
Der nächste Bahnhof mit stündlichen Verbindungen in Richtung Aalen und Heidenheim/Ulm befindet sich in Königsbronn (Brenzbahn).
Durch den Heidenheimer Tarifverbund (htv) mit den Süddeutschen Verkehrslinien (SVL) besteht eine Grundversorgung des öffentlichen Nahverkehrs per Bus zu den Haltestellen Weiler, Rathaus und Linde. (Linie 40: Heidenheim – Ochsenberg – Königsbronn – Oberkochen).
Der in kürzester Entfernung befindliche Flughafen liegt in Stuttgart (STR) mit 92 km. Es folgen Memmingen (FMM) mit 104 km, Nürnberg (NUE) mit 166 km, München (MUC) mit 184 km und Frankfurt (FRA) mit 273 km Entfernung.

### Energie

#### Solarpark

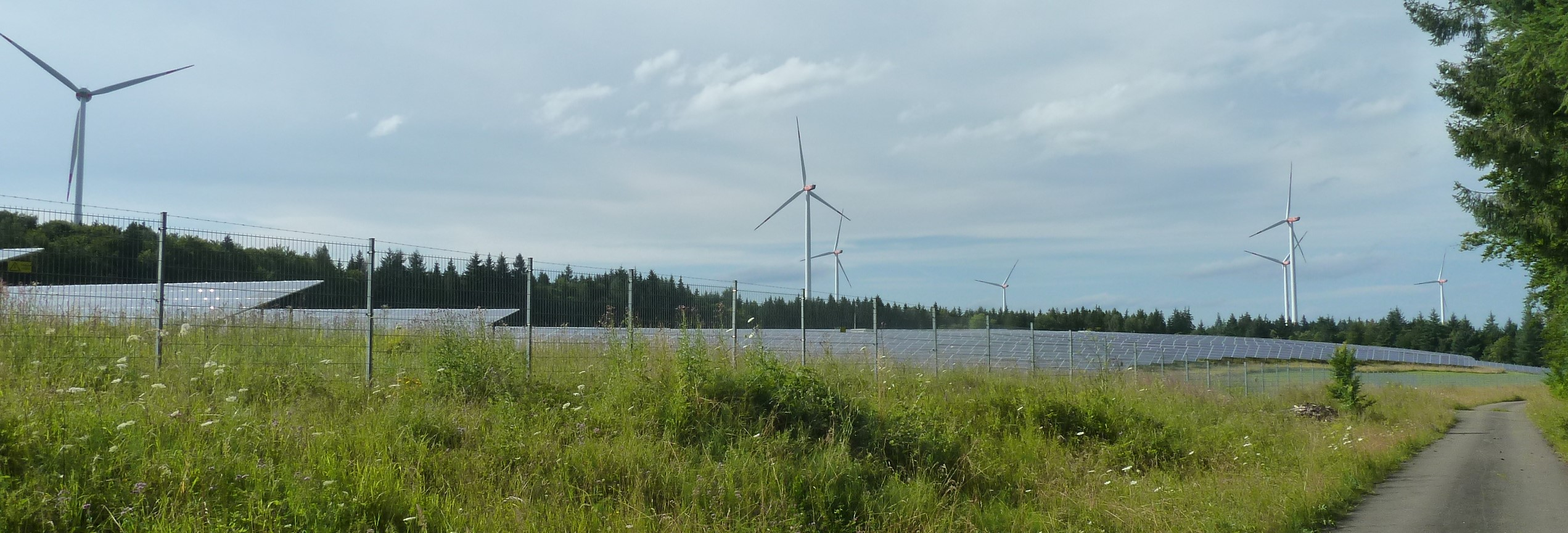
Solarpark Ochsenberg
Im Hintergrund Windkraftanlagen: Links WKA Ochsenberg, die restlichen Windpark Ebnat-Ochsenberg

Auf dem Gelände des ehemaligen Munitionsdepots  wurde ab Februar 2014 für 11 Mio. Euro ein Solarpark errichtet. Für die 40.000 Module (Leistung 10 MW, Solarmodulfläche 66.000 m2) wurden 8.000 Fichten gerodet. Im Mai erfolgt die Inbetriebnahme. Der Park versorgt bis zu 3.000 Haushalte mit Strom.
→ siehe auch Liste von Solarkraftwerken in Deutschland

#### Windenergie

##### Windkraftanlage Ochsenberg

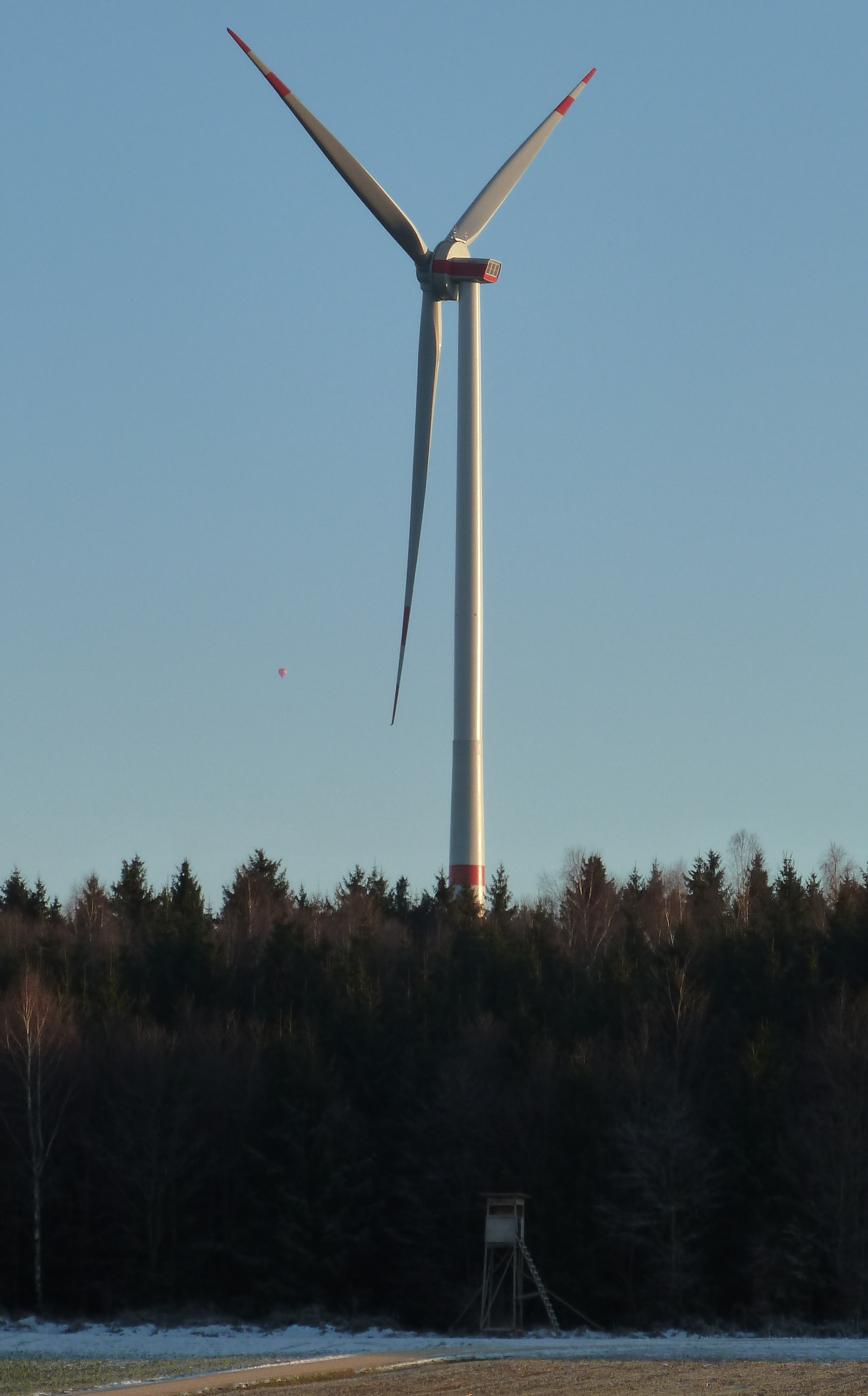
WKA Ochsenberg

Auf Ochsenberger Gemarkung befindet sich eine Windkraftanlage , betrieben durch die EnBW. Im Februar 2013 wurde die erste Planung dem Königsbronner Gemeinderat vorgestellt, welcher im März 2018 dem Projekt zustimmte. Im Herbst 2018 begannen die Rodungsarbeiten und im Frühjahr 2021 erfolgt die Inbetriebnahme. Anlagentyp ist eine Enercon E-138 EP3:
- Leistung: 3,5 MW
- Turmvariante: Hybridturm (Beton und Stahl)
- Nabenhöhe: 160 m
- Rotordurchmesser: 138 m
- Rotorblatt Länge, Gewicht: 67 m, 19,3 t
- Drehzahl: 5…10,8/min

Ende September bis Anfang Oktober 2023 wurde der Rotorträger ausgetauscht.

##### Windpark Ebnat-Ochsenberg
In direkter nordöstlicher Nähe liegt der Windpark Ebnat-Ochsenberg mit 14 Anlagen des Typs Nordex N117/2400 auf den Gemarkungen Aalen-Ebnat (10) und Heidenheim-Großkuchen/Nietheim (4), betrieben durch Blauwind.

##### Windpark Oberkochen
Im Nordnordwesten auf der Gemarkung Oberkochen befindet sich unweit des Orts der Windpark Oberkochen mit 4 Anlagen des Typs Nordex N117/2400, betrieben durch die Stadtwerke Tübingen und juwi.
→ siehe auch Liste von Windkraftanlagen in Baden-Württemberg

## Persönlichkeiten

### Söhne und Töchter des Ortes
- Hans Bäurle (1931–2024), Maler, Grafiker und Bildhauer
- Jörg Haug (* 1937), Professor für Heimat- und Sachunterricht
- Frank Pudel (* 1977), Sportmasseur und Persönlichkeitstrainer
- Karl Storz (1897–1970), Verwaltungsjurist und Landrat
- Jörg Weiler (* 1981), amtierender Bürgermeister von Königsbronn

### Personen, die im Ort gewirkt haben
- Karl Haug (1900–1986), deutscher Pädagoge und Puppenspieler